# Architettura in Bosnia ed Erzegovina

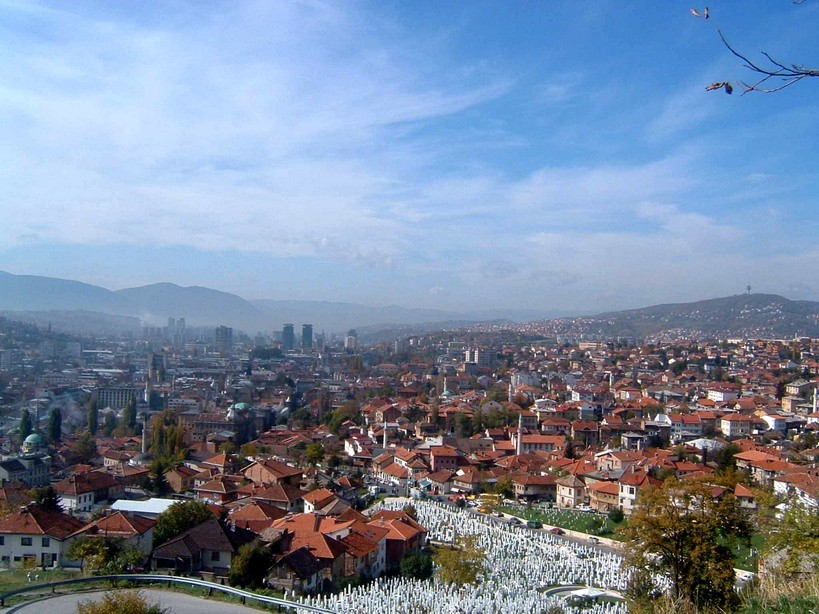
Veduta di Sarajevo da Kovač

L'architettura in Bosnia ed Erzegovina è in gran parte influenzata da quattro periodi principali, in cui i cambiamenti politici e sociali hanno determinato la creazione di distintive abitudini culturali e architettoniche della regione.

## Periodo medievale

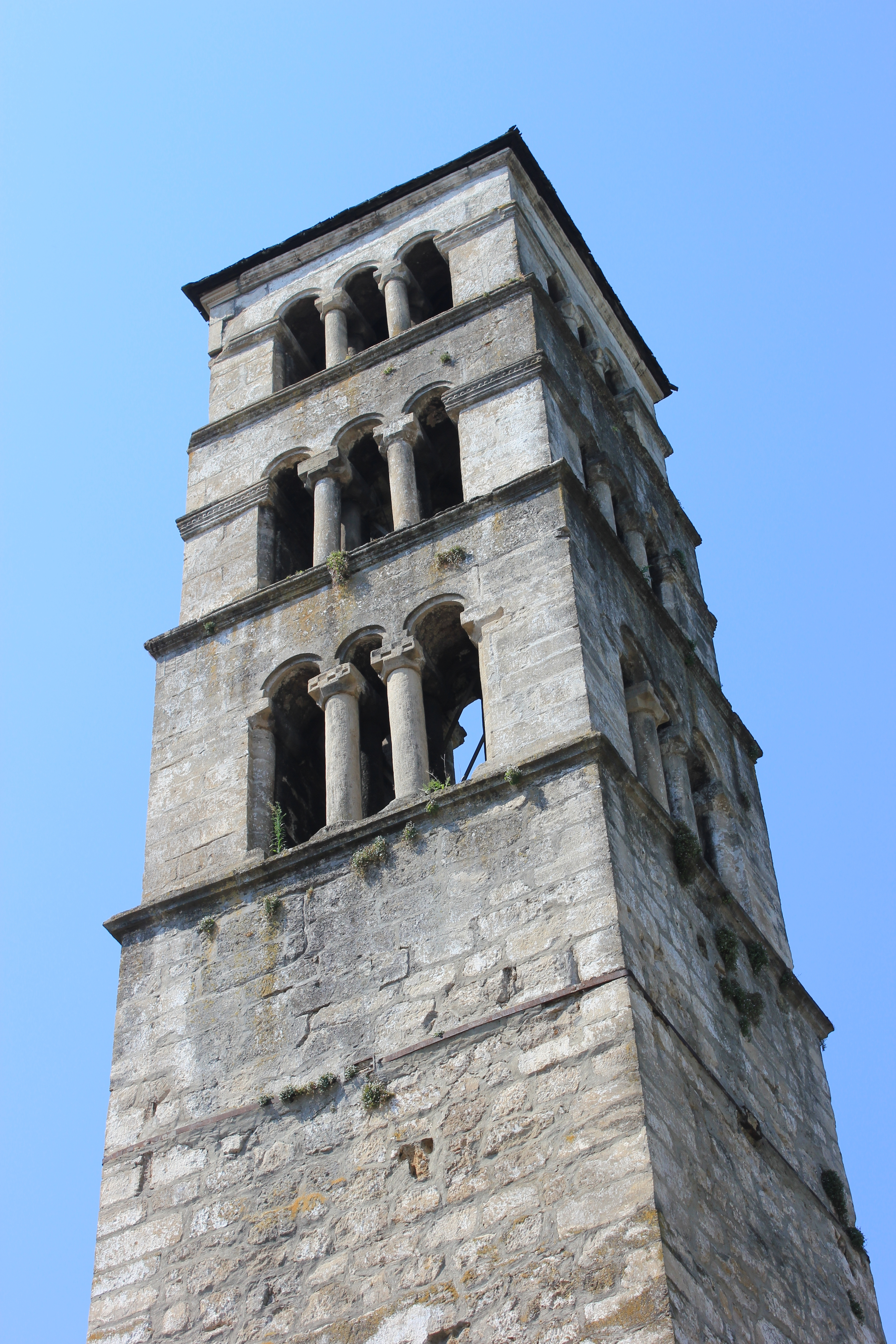
Campanile di San Luca a Jajce

Il periodo medievale in Bosnia durò fino all'invasione dell'Impero ottomano. L'organizzazione sociale della Bosnia di quel tempo si sviluppava in un sistema noto come zadruga. Nella zadruga, la comunità era organizzata in modo tale che poche famiglie con interessi comuni potessero vivere insieme in agglomerati abitativi. I capi della comunità erano selezionati in base alla loro età e agli elevati standard etici. Il sistema della zadruga si trovava principalmente nelle comunità rurali, agrarie, fortemente dipendenti dalle risorse naturali. Man mano che la comunità cresceva, segmenti di famiglie si spostavano collettivamente in un'altra area formando un nuovo cluster o un villaggio. I continui collegamenti tra questi cluster correlati stimolavano sia il commercio che l'economia. Le singole famiglie vivevano insieme in case conosciute come case dinariche. Queste erano semplici strutture costruite con materiali naturali (solitamente legno e vimini). Lo spazio interno era organizzato intorno al focolare in una stanza centrale con quartieri privati separati per uomini e donne.
Sebbene le fortezze militari in Bosnia ed Erzegovina risalgano all'epoca romana, la maggior parte di esse fu costruita tra il XII e il XV secolo. Le strutture erano costruite in pietra grezza tagliata su colline prospicienti su un fiume, un percorso o una città. Oggi ce ne sono circa 300, ma la maggior parte sono in rovina. Le più belle e ben conservate si trovano nelle seguenti località: Sarajevo, Srebrenik, Blagaj, Jajce, Travnik, Tesanj, Počitelj, Doboj, Vranduk, Bobovac, Stolac, Maglaj, Gradačac, Ljubuški, Sokol, Sokolac na Uni Dobor, Ključ, Bihać, Bosanska Krupa, Ostrožac, Oštrovica, Velika Kladuša, Višegrad, Zvornik, ecc. La corte di Kraljeva Sutjeska fu anche riccamente incisa in stile gotico. Un esempio di torre medievale gotica e romanica è la Torre di San Luca situata a Jajce e creata nel XV secolo.

Architettura medievale
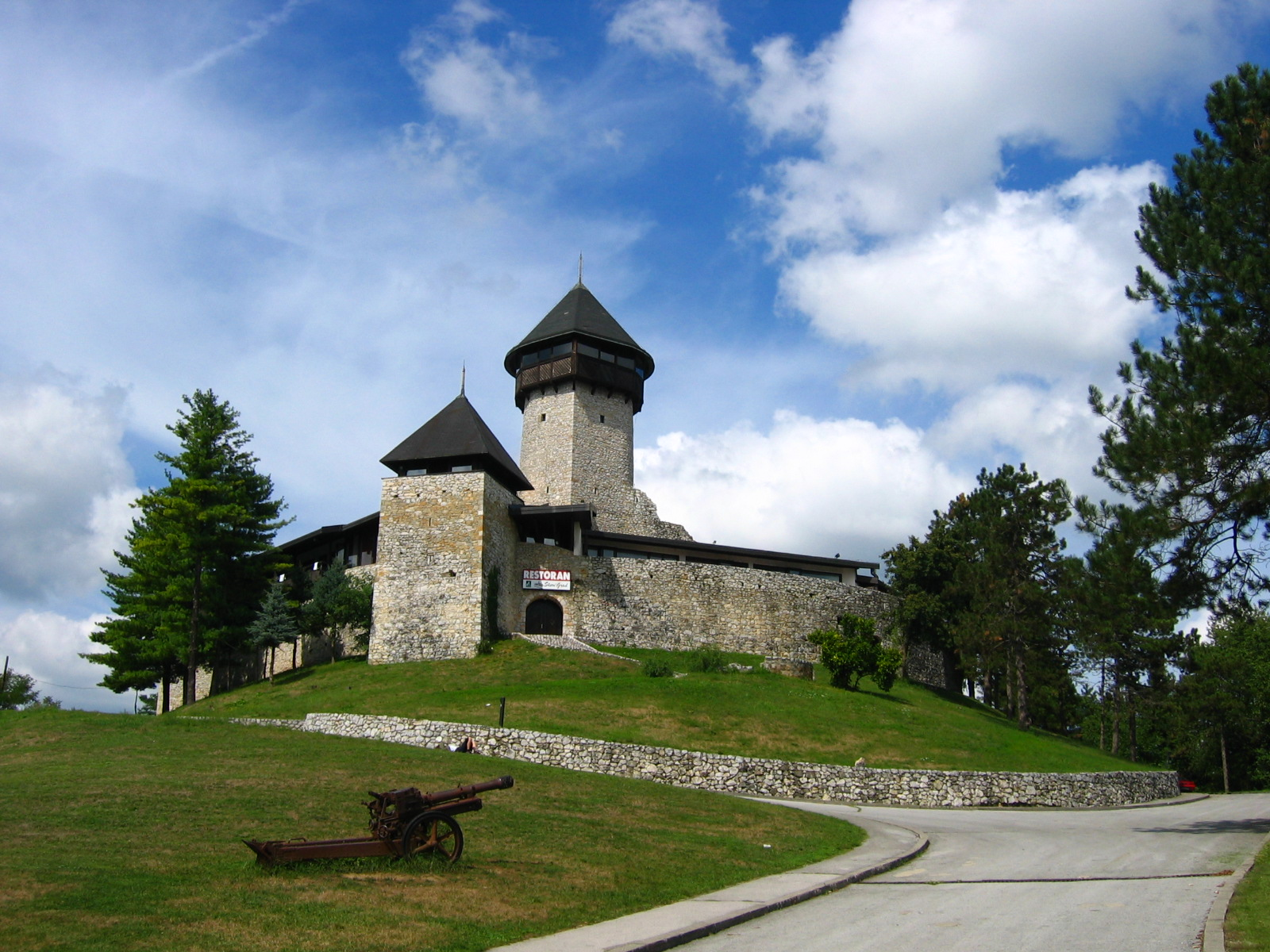
Castello di Velika Kladuša
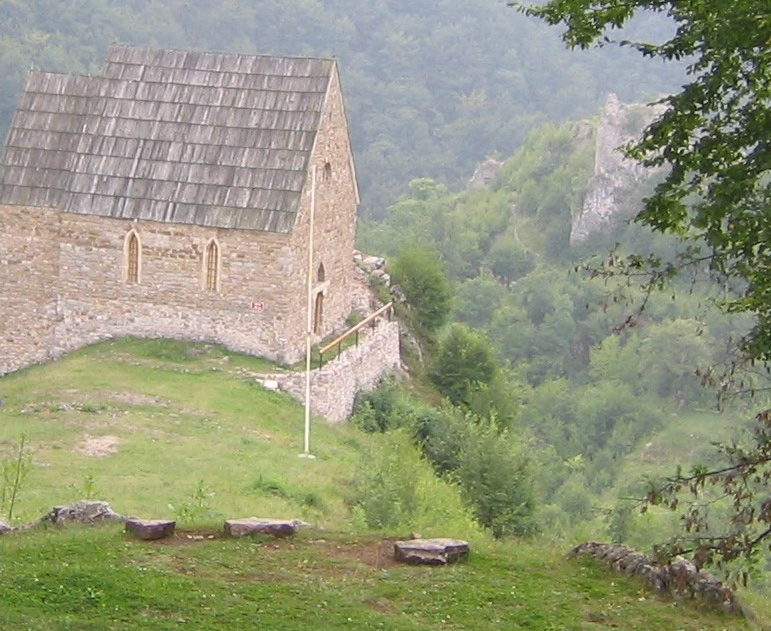
Bobovac, sede dei sovrani della Bosnia.
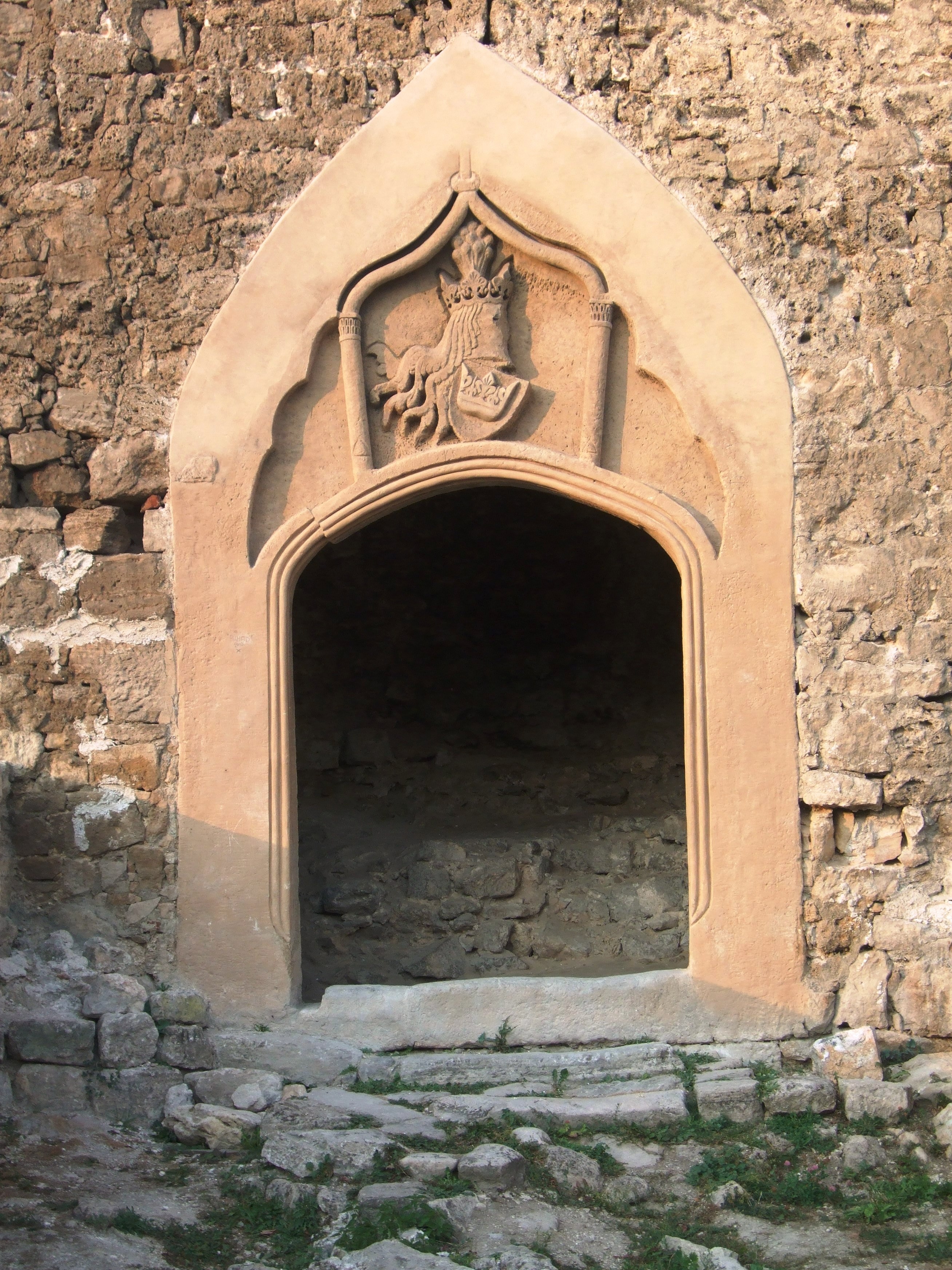
Porta della Fortezza di Jajce

## Periodo ottomano

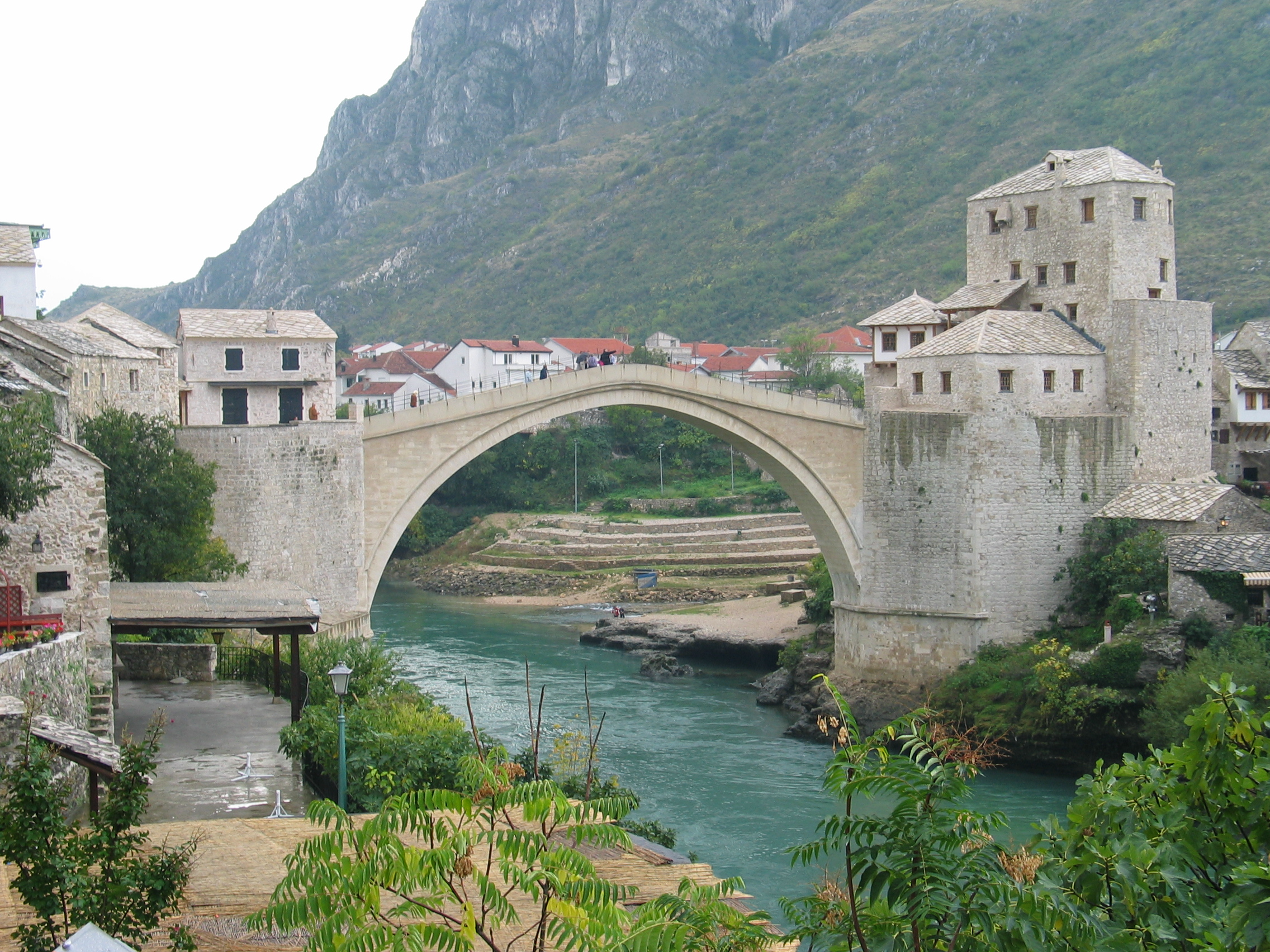
Stari Most a Mostar

Alla fine del XV secolo, l'Impero ottomano arrivò nei Balcani. Gli ottomani affrontarono la necessità di sviluppare aree urbane, da cui emerse la forma e l'organizzazione di base delle attuali aree urbane che ancora oggi risultano distintive. Dušan Grabrijan, teorico dell'architettura, definì l'organizzazione primaria delle tipiche città bosniache. Riconobbe che le città avevano cinque componenti autentiche definite da una serie di "leggi non scritte": le colline circostanti definivano la forma della città, la strada principale è la spina dorsale, la "Čarsija" è il cuore, la vegetazione sono i polmoni, il fiume è lo spirito. Juraj Neidhardt un altro teorico descrisse una tipica città bosniaca in uno dei suoi libri come segue:
Il fatto che le persone usassero il fiume come elemento principale della vita urbana portò alla costruzione dello Stari Most nel 1566 a Mostar in Erzegovina. All'epoca in cui fu costruito era il ponte in pietra ad arco a campata più lungo del mondo. Il suo significato aveva però un potere un po' più profondo. Simboleggiava la connessione tra la civiltà orientale e occidentale. Oltre alla pianificazione urbana, l'architettura della Bosnia emerse con un vocabolario architettonico un po' più chiaro. L'architettura, tuttavia, era organizzata attorno a una serie di leggi architettoniche non scritte tra cui: la scala umana, le viste libere, la geometria, gli spazi aperti e flessibili, i mobili semplici, i collegamenti spaziali con la natura e l'uso di materiali locali e le tecniche di costruzione tradizionali. Inoltre la filosofia progettuale favoriva l'eterogeneità dei materiali. In altre parole, ogni materiale aveva una particolare funzione intrinseca datagli dalla percezione sociale delle persone coinvolte nel processo architettonico. Juraj Neidhardt descrisse questa percezione come segue:"
Furono quindi realizzati le fondamenta in pietra, il piano terra in argilla, mattoni incombusti e traversine in legno, il primo piano in struttura lignea e il tetto quasi sempre in legno. Da un punto di vista organizzativo, una tipica residenza bosniaca del XVII secolo era costituita da cinque elementi principali: un recinto che fronteggiava e definiva la strada e che chiaramente differenziava il privato dal pubblico, un cortile fatto solitamente di ghiaia o un appartamento al modello di pietra per una più facile manutenzione, una fontana esterna (Sadrvan) per scopi igienici, uno spazio privato "semipubblico" di livello inferiore denominato Hajat dove si riuniva la famiglia, e il Divanhan, uno spazio semiprivato/privato di livello superiore utilizzato per il relax e il divertimento.

Architettura ottomana
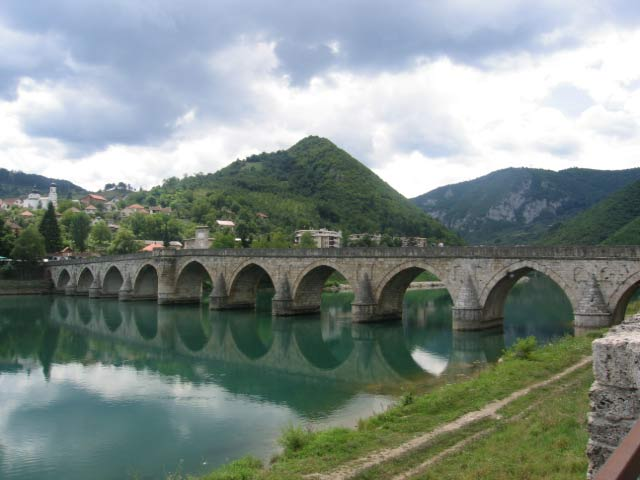
Ponte sul fiume Drina a Višegrad
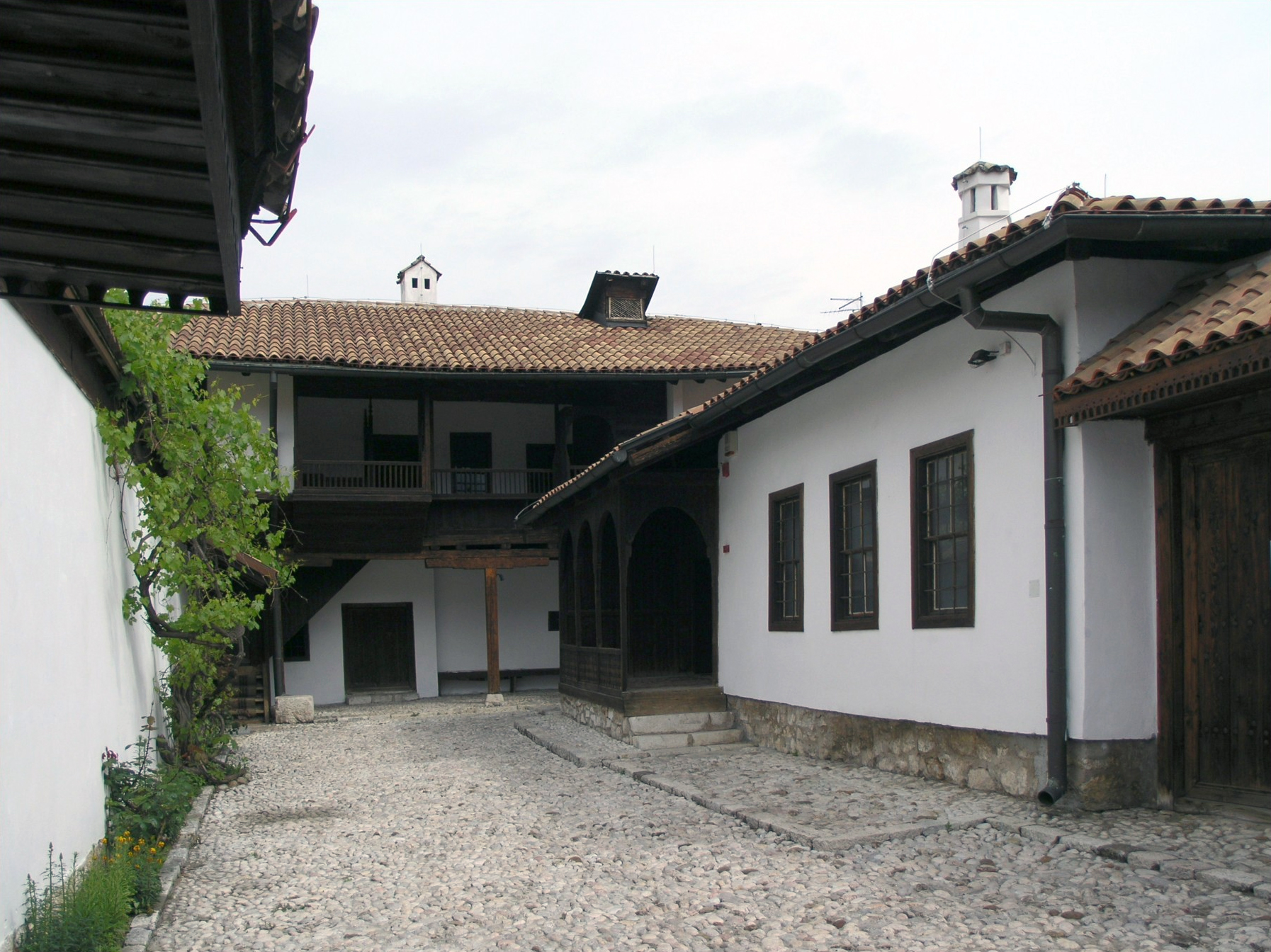
Casa Svrzo a Sarajevo
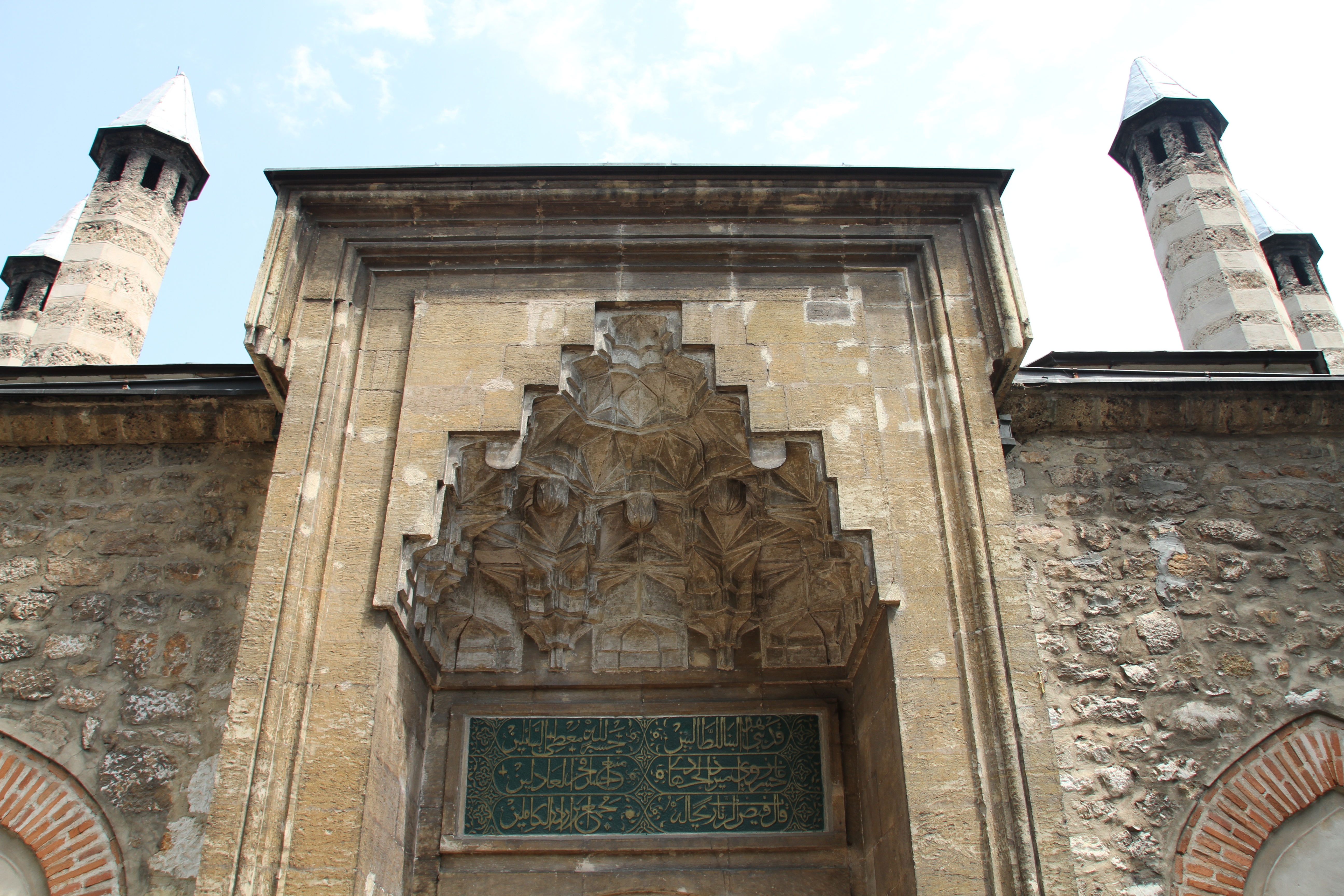
Madrasa di Gazi Husrev-Begova a Sarajevo
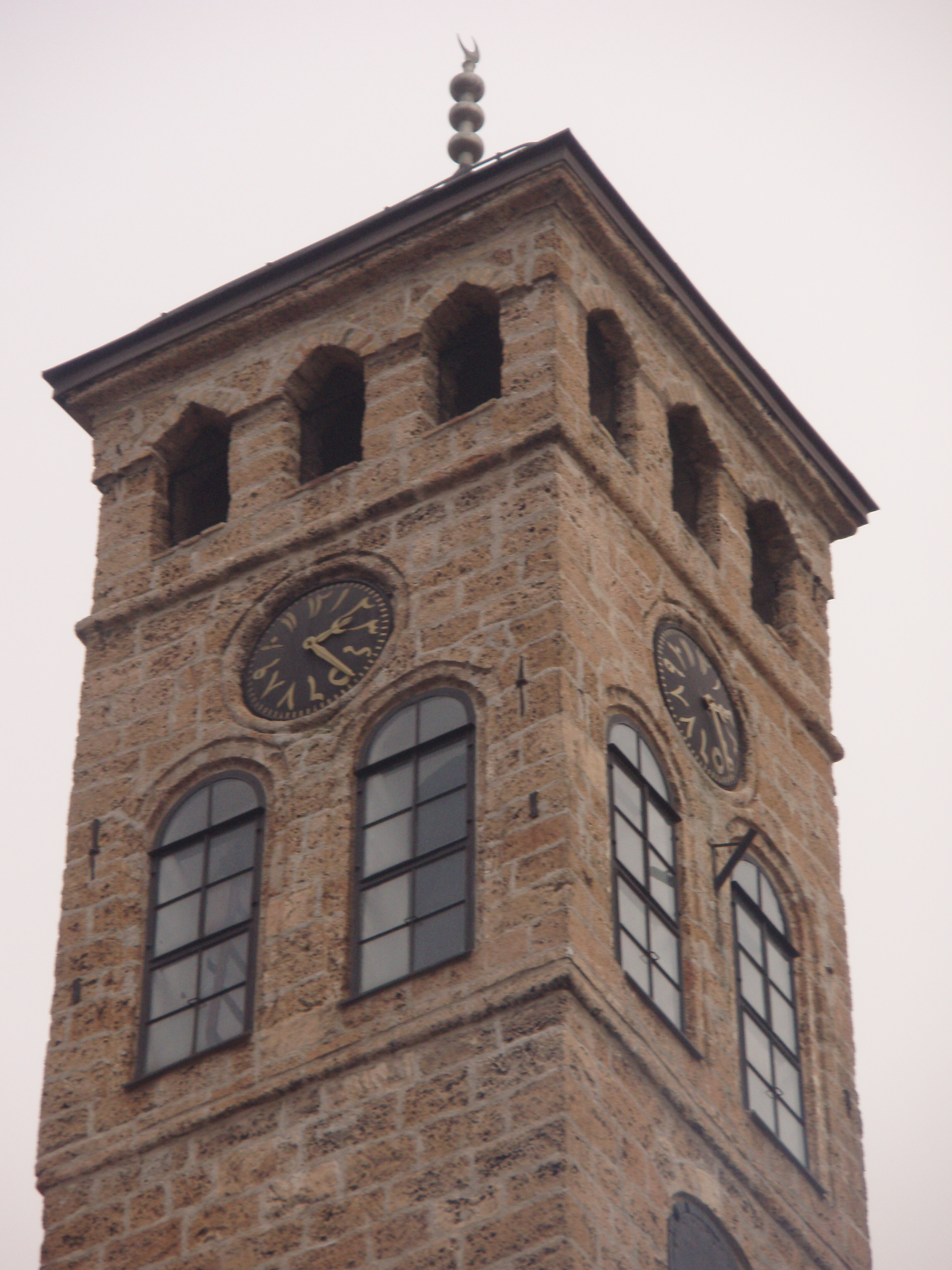
Sahat-kula (torre dell'orologio), Sarajevo

## Periodo austro-ungarico

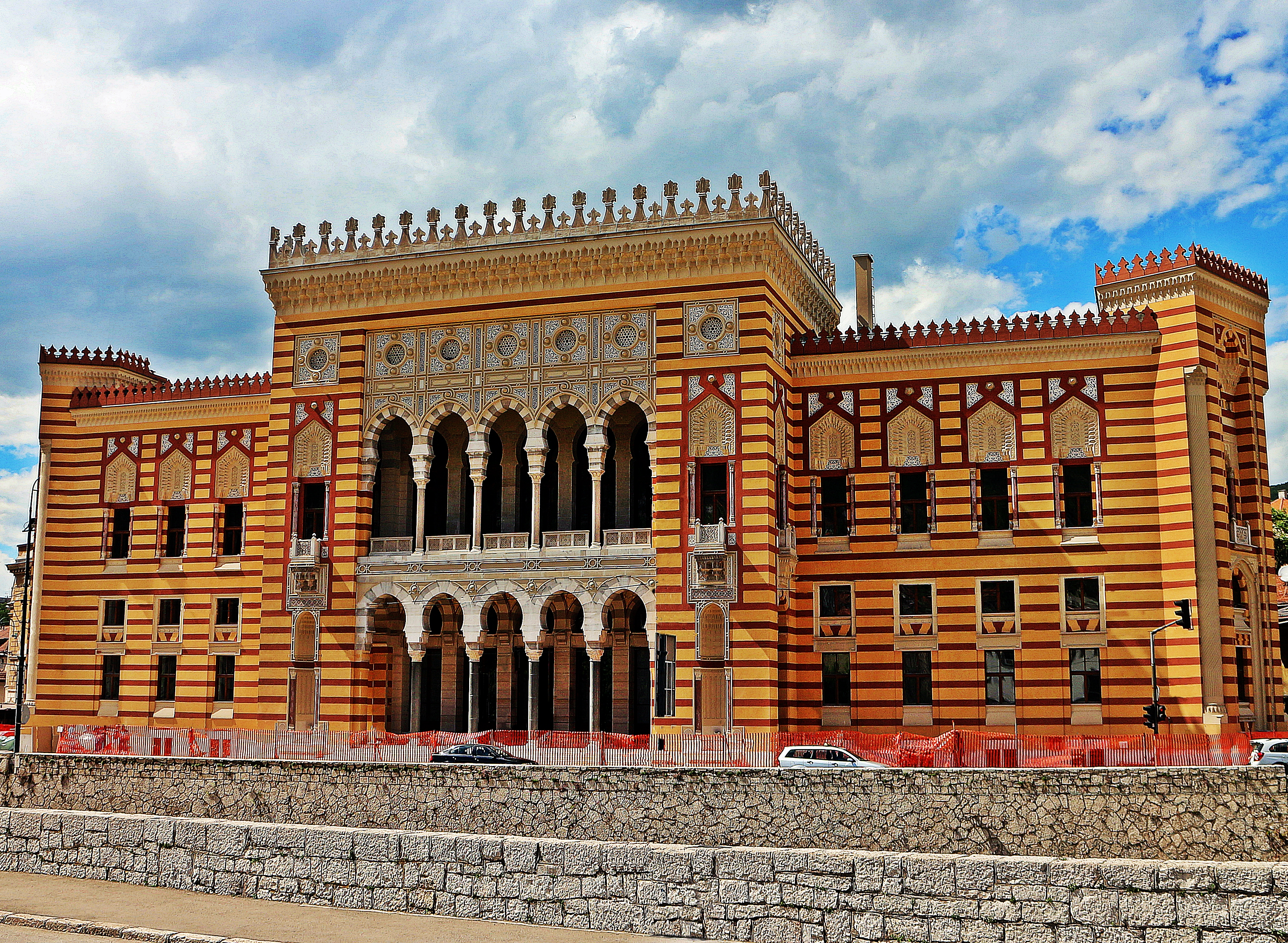
La Vijecnica, costruita in stile neomoresco da Karel Pařík, Alexander Wittek e Ćiril Iveković (1891-1896)

Nel 1878 l'Impero austro-ungarico occupò la Bosnia ed Erzegovina e in 40 anni ebbe un'enorme influenza nella futura pianificazione urbana e architettonica. Alcuni dei cambiamenti introdotti dall'influenza austriaca includevano l'introduzione di nuove normative sul codice edilizio come le richieste di permessi di costruzione, i requisiti di sicurezza e protezione antincendio, lo spessore regolamentato delle pareti e le altezze degli edifici. Alcuni cambiamenti nella pianificazione urbanistica riguardarono la classificazione dei tipi di strada e le conseguenti norme edilizie, l'esigenza di una progettazione armoniosa con l'ambiente circostante e il rispetto del piano regolatore generale. Ci furono anche cambiamenti in una filosofia progettuale generale. Stilisticamente, la Bosnia doveva essere assimilata nel mainstream europeo (da qui l'uso di stili architettonici storicisti), salvo per l'aspetto dello stile orientalista (o anche stile pseudo-moresco). L'obiettivo era promuovere l'identità nazionale bosniaca evitando la sua associazione con l'Impero ottomano o il crescente movimento panslavista creando una "architettura islamica di fantasia europea".
I nuovi linguaggi architettonici si aggiunsero alla diversità della già complessa composizione urbana nelle città bosniache. Questi e altri cambiamenti determinarono alcune altre conseguenze in Bosnia. Ad esempio, la sicurezza della vita degli edifici venne migliorata, ma gli appaltatori e gli architetti locali divennero obsoleti a causa delle nuove normative e dei metodi di costruzione. Ciò causò l'immigrazione di manodopera qualificata dall'Europa centrale che raddoppiò ulteriormente e diversificò la popolazione della Bosnia-Erzegovina che a sua volta stimolava l'economia.
Alla fine, le città iniziarono a cambiare il loro carattere. La maggior parte dei progetti durante il periodo dell'influenza austriaca riguardava la progettazione degli edifici amministrativi. L'ufficio postale di Sarajevo, ad esempio, segue delle caratteristiche formali distinte del design come la chiarezza della forma, la simmetria e la proporzione, mentre l'interno segue la stessa dottrina. La Biblioteca Nazionale e Universitaria della Bosnia ed Erzegovina a Sarajevo è un esempio di linguaggio architettonico orientalista che utilizza decorazioni moresco-mamelucche e archi a sesto acuto pur integrando altri elementi formali nel design.

### Stili storicisti
Durante il suo regno, le autorità austro-ungariche cercarono di imporre e costruire architetture di stili europei in Bosnia ed Erzegovina e di mostrare quindi il significato della loro missione nel paese occupato. Inizialmente, offriva stili storici nella costruzione degli edifici più rappresentativi della seconda metà del XIX secolo a Vienna. In Bosnia, fu costruito troppo in stili edilizi stranieri, principalmente storicisti, e i metodi di costruzione vernacolari bosniaci furono troppo poco apprezzati, rispettati e utilizzati.

Architettura neoclassica
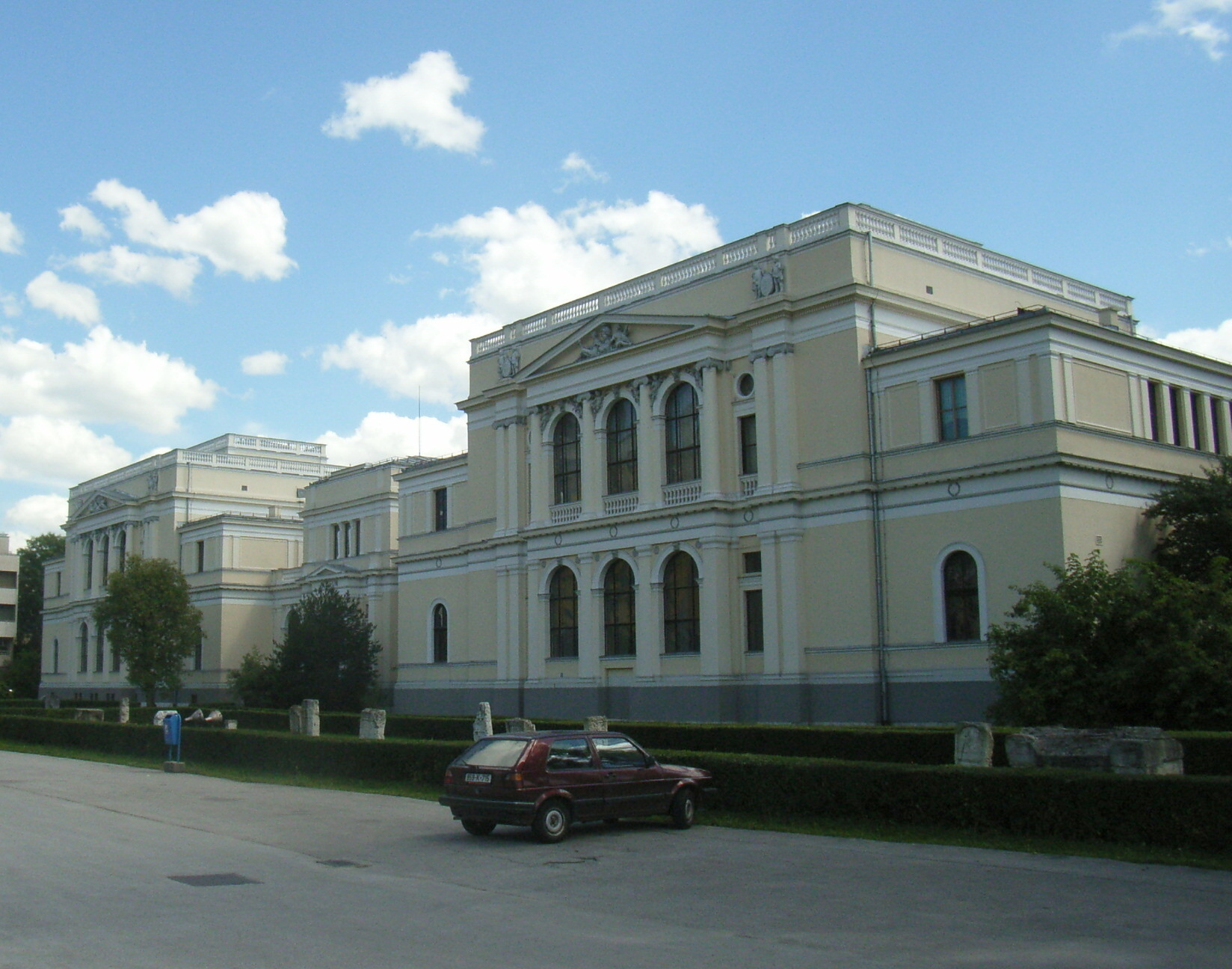
Museo nazionale della Bosnia ed Erzegovina di Karel Pařík (1888)
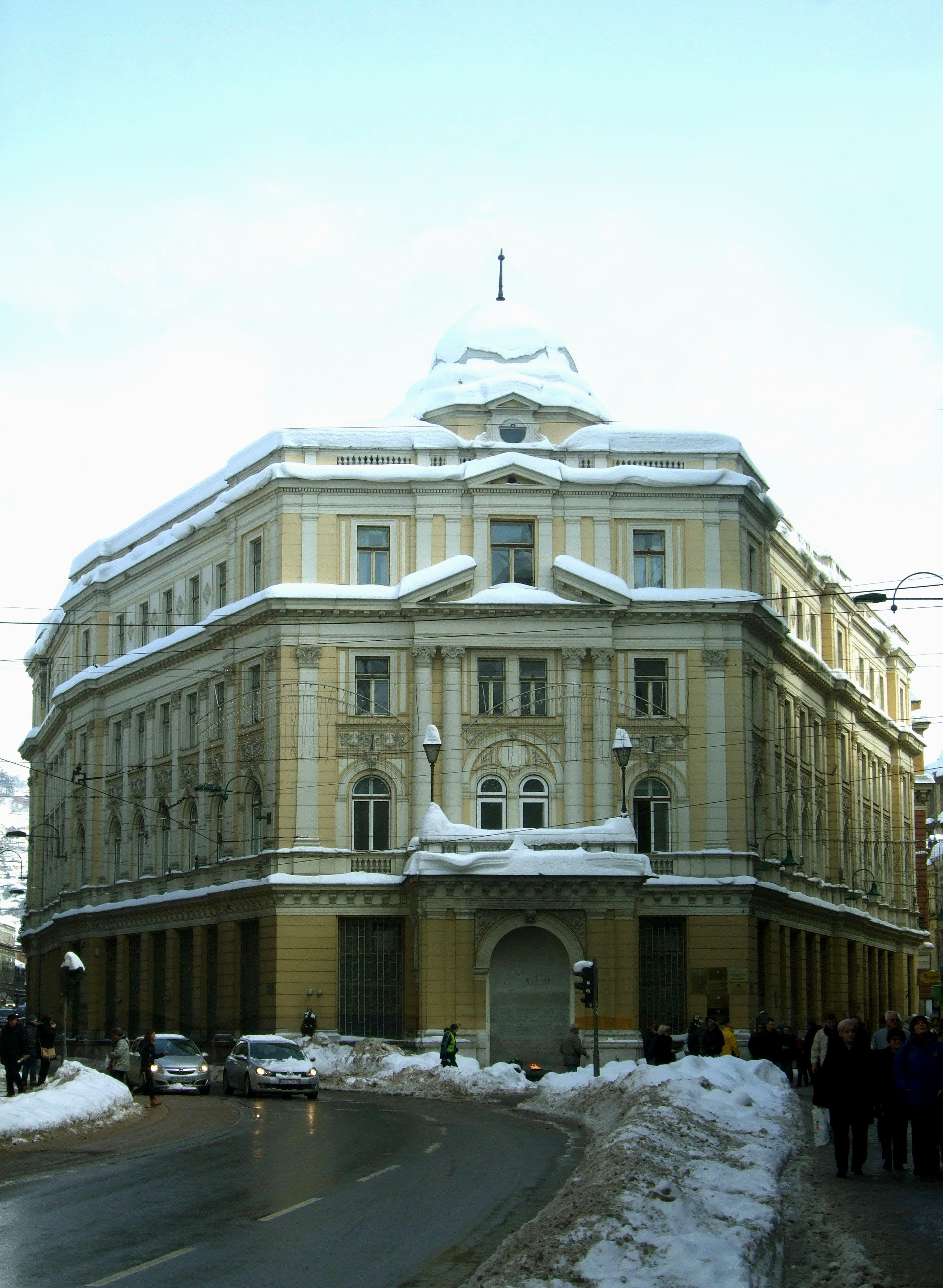
Edificio Landesbank di Karel Pařík (1893)
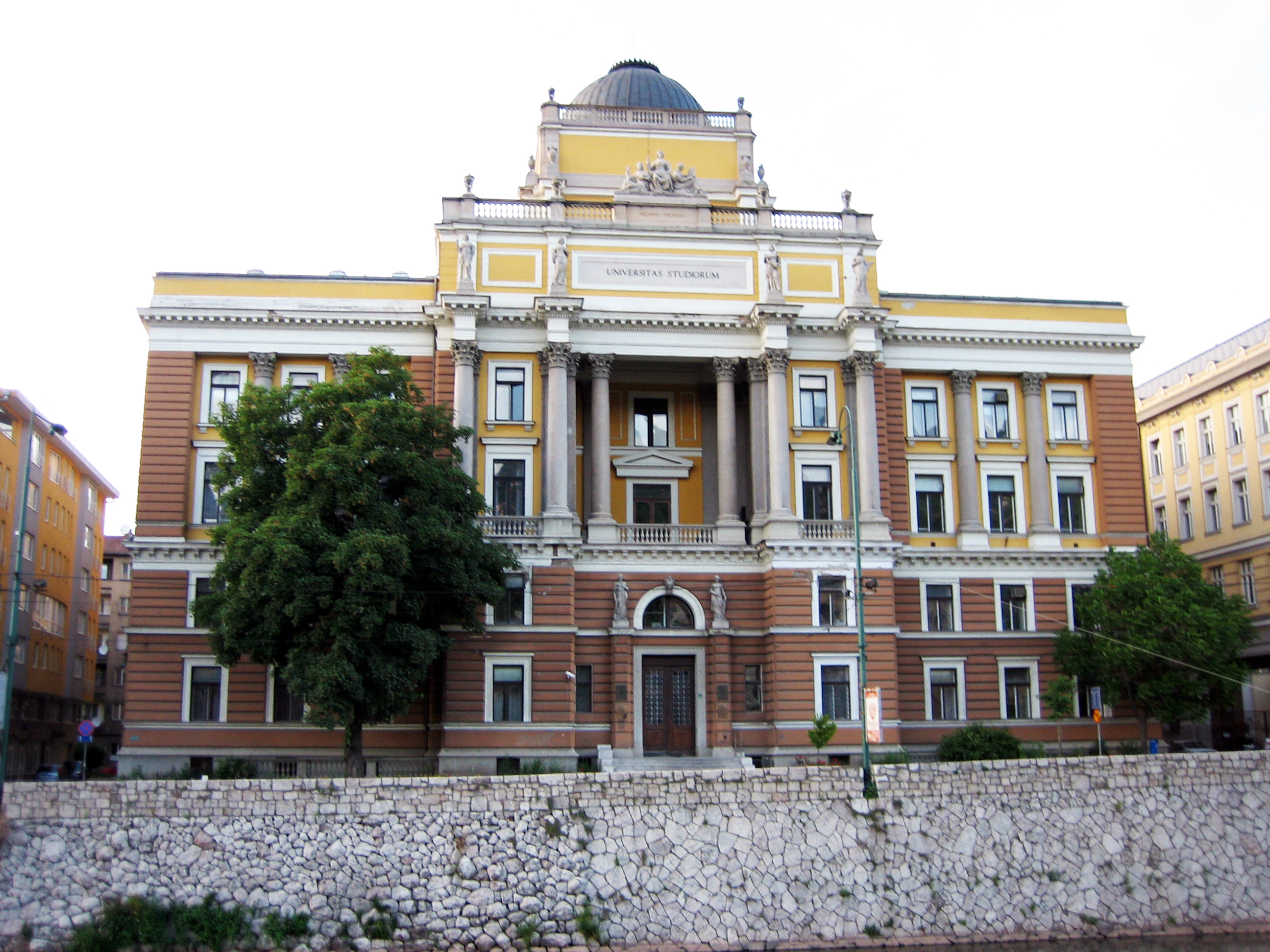
Palazzo di Giustizia di Karel Pařík
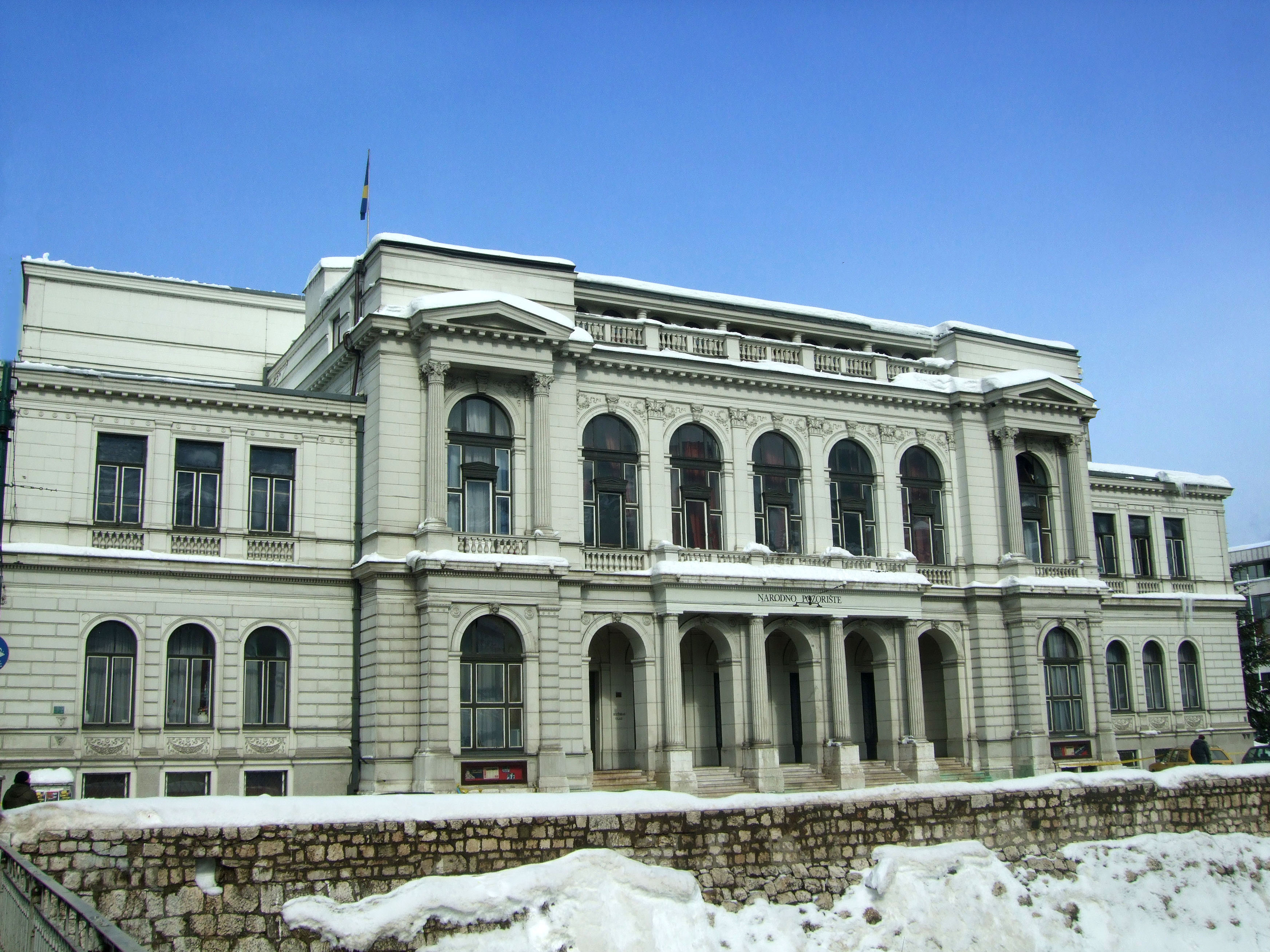
Teatro nazionale di Sarajevo di Karel Pařík (1921)

Architettura neo-romanica, neobizantina e neogotica
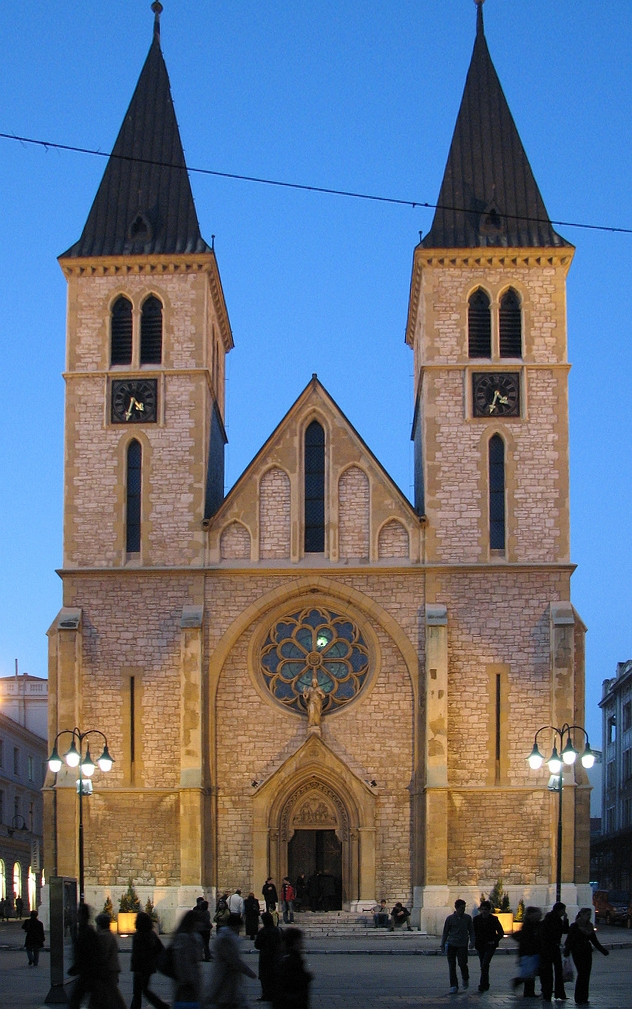
Cattedrale del Sacro Cuore, Sarajevo, Josip Vancaš (1884-1889)
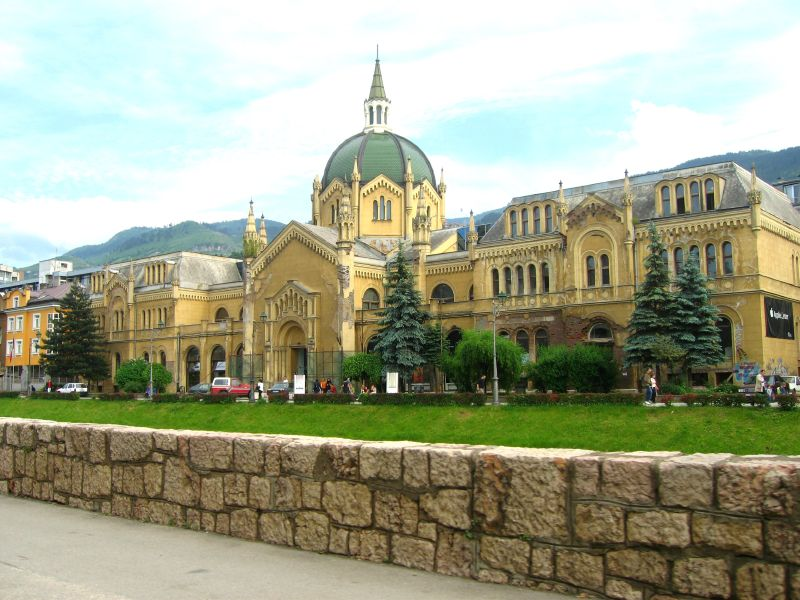
Accademia delle Belle Arti, originariamente chiesa evangelica di Karel Pařík (1899)
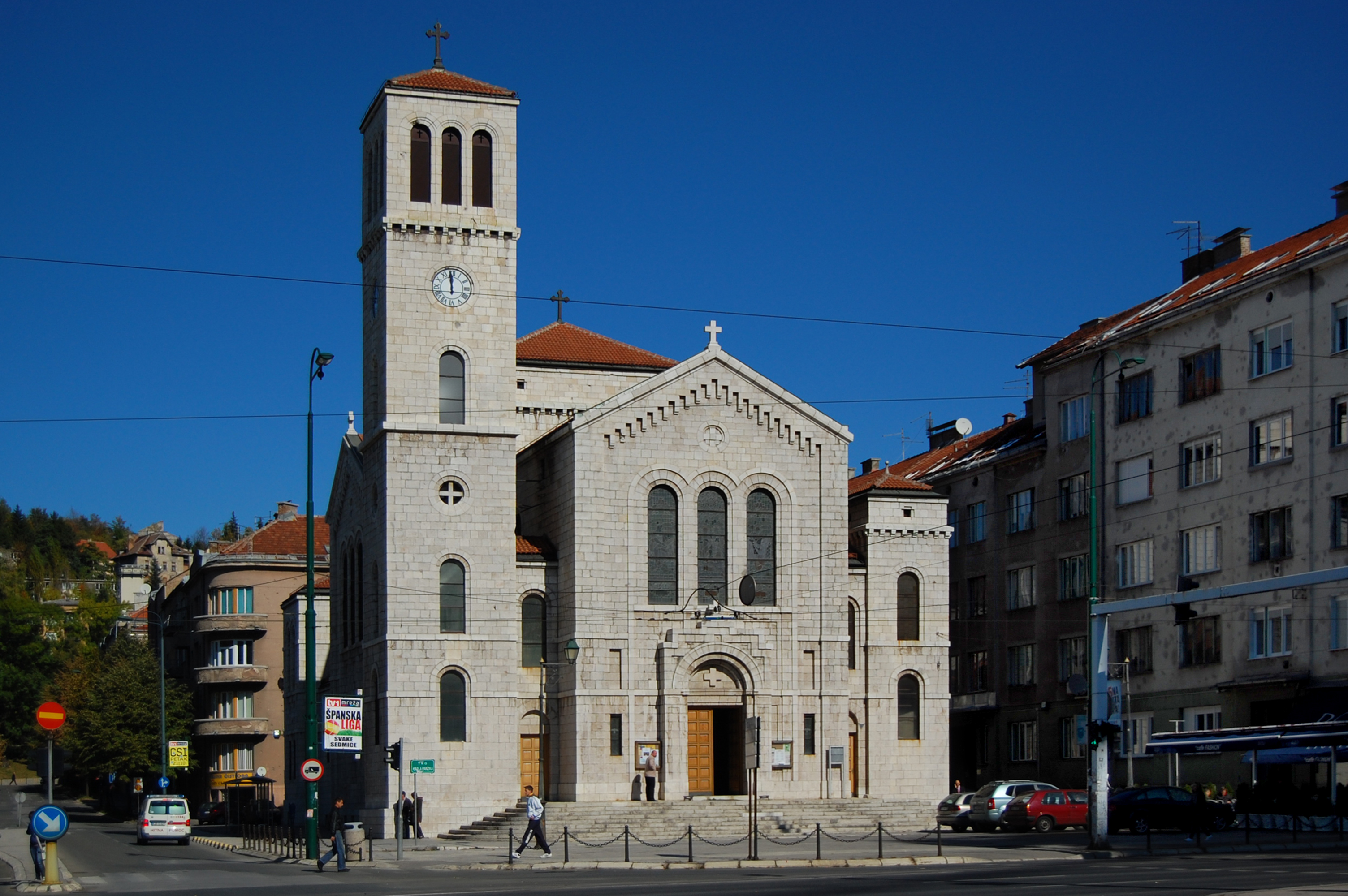
Chiesa cattolica di San Giuseppe, Marijin Dvor, Sarajevo, di Karel Pařík (1936-1940)
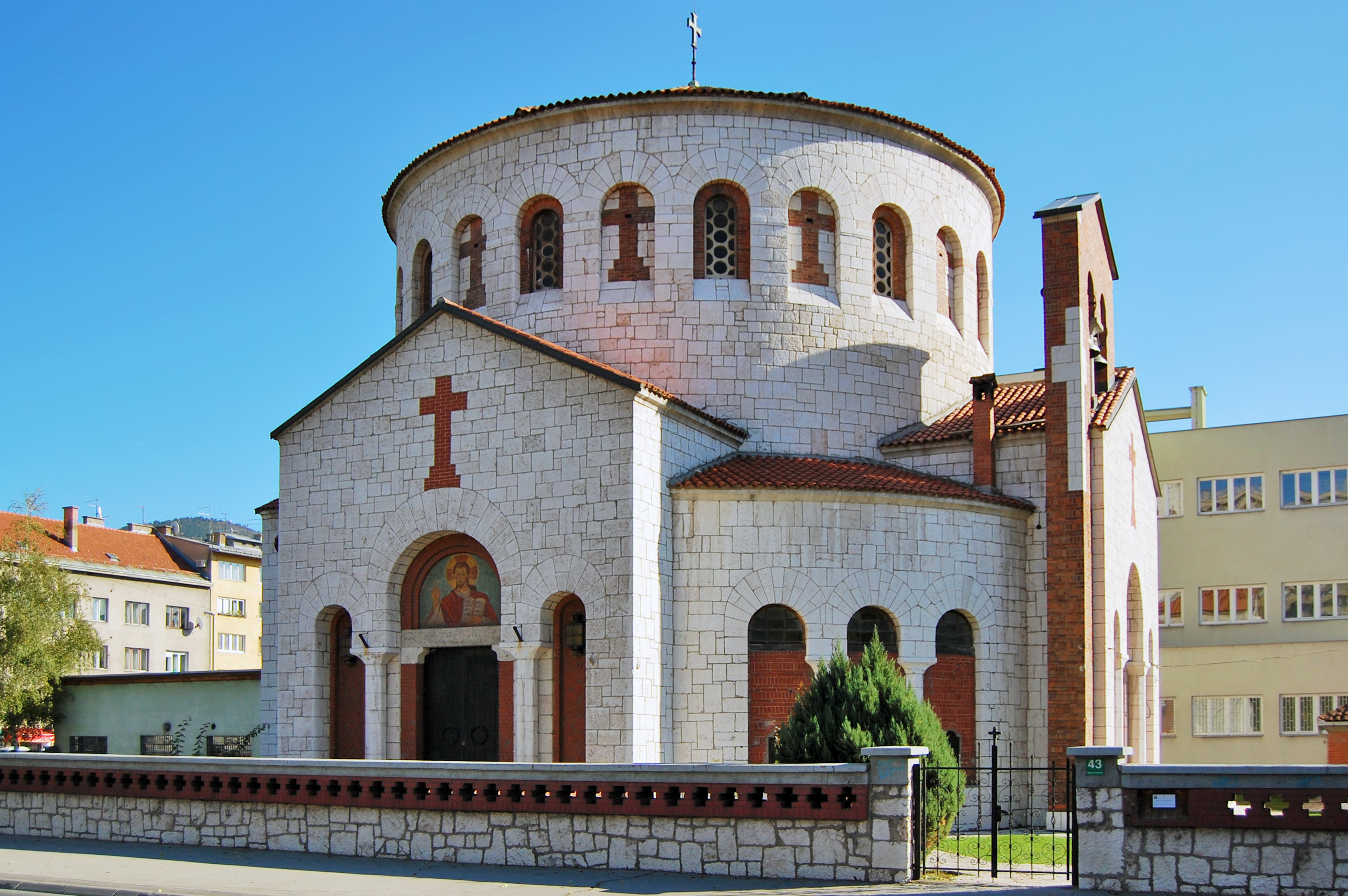
Chiesa ortodossa a Sarajevo di Aleksandar Deroko

### Architettura rinascimentale moresca
Di fronte alla struttura demografica multinazionale in Bosnia ed Erzegovina, il governo si rese conto che era necessario avere un orecchio politico nella scelta di uno degli stili storici. Per la costruzione in aree in cui la popolazione bosniaca era predominante, gli architetti utilizzavano lo stile neomoresco.
Questo stile traeva ispirazione dall'architettura moresca e mudéjar della Spagna e dall'architettura mamelucca dell'Egitto e della Siria, come esemplificato dal Gimnazija di Mostar. Ciò includeva l'applicazione di ornamenti e di altre strategie progettuali "moresche", nessuna delle quali aveva molto a che fare con la precedente direzione architettonica dell'architettura indigena bosniaca.

Architettura Neomoresca
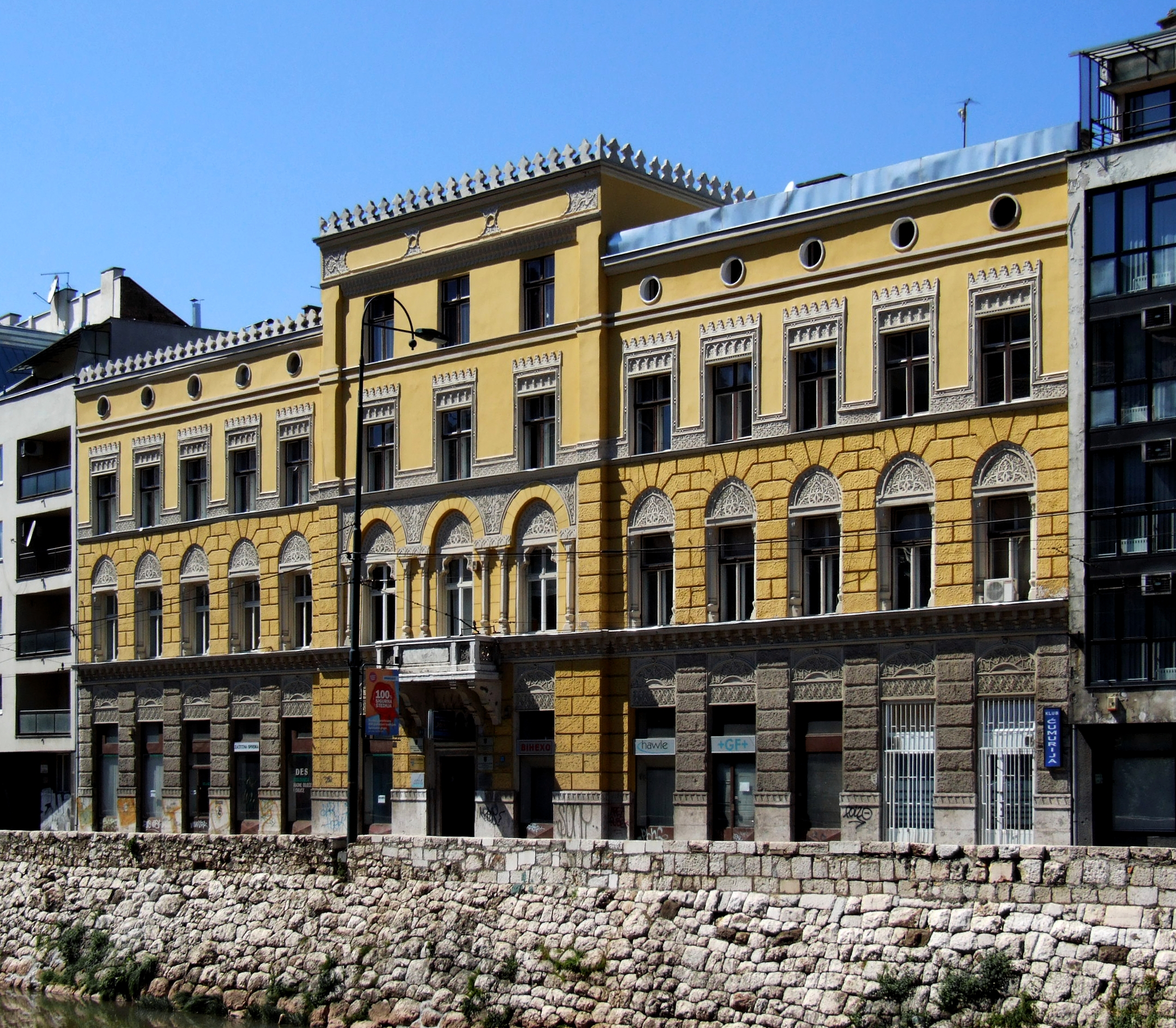
Ex stazione di polizia sulla costa di Kulina bana, Sarajevo
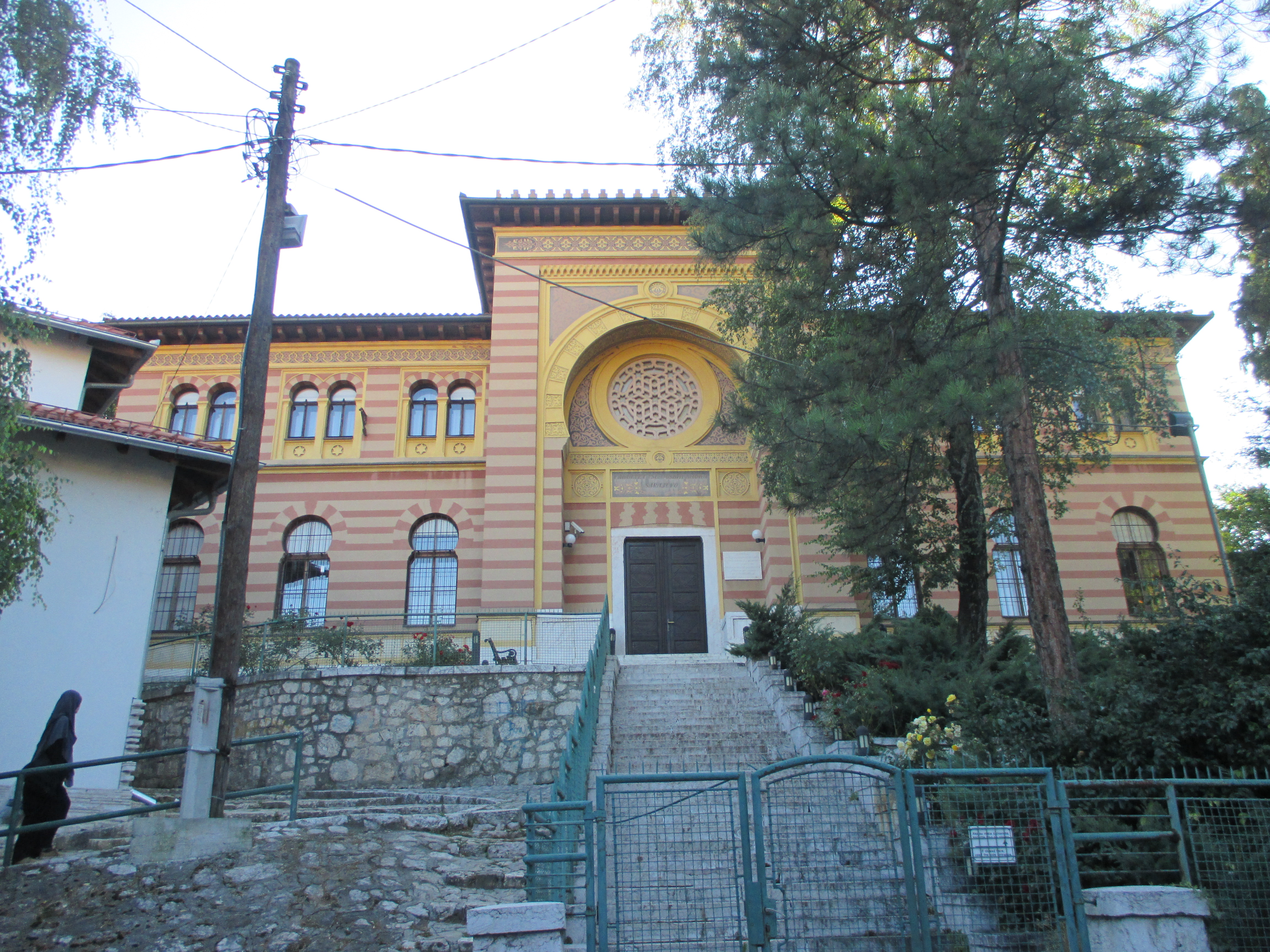
Facoltà di Studi Islamici di Karel Pařík (1887)
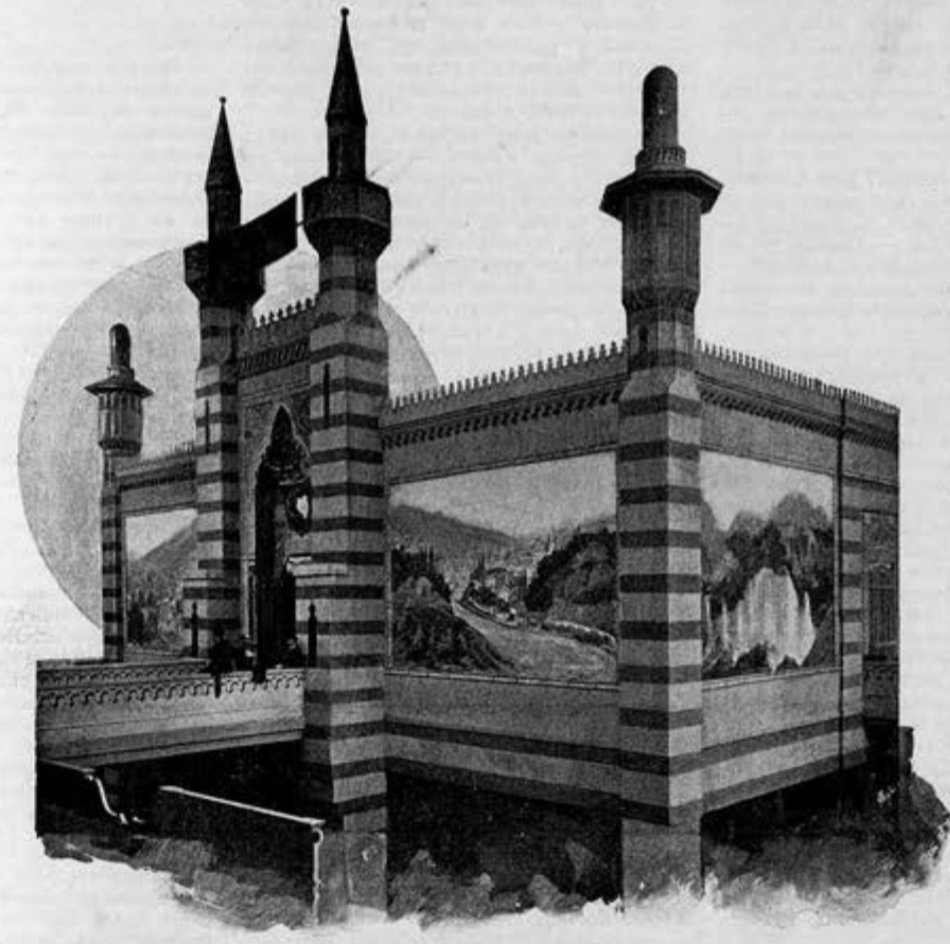
Padiglione bosniaco all'Esposizione universale di Bruxelles del 1897
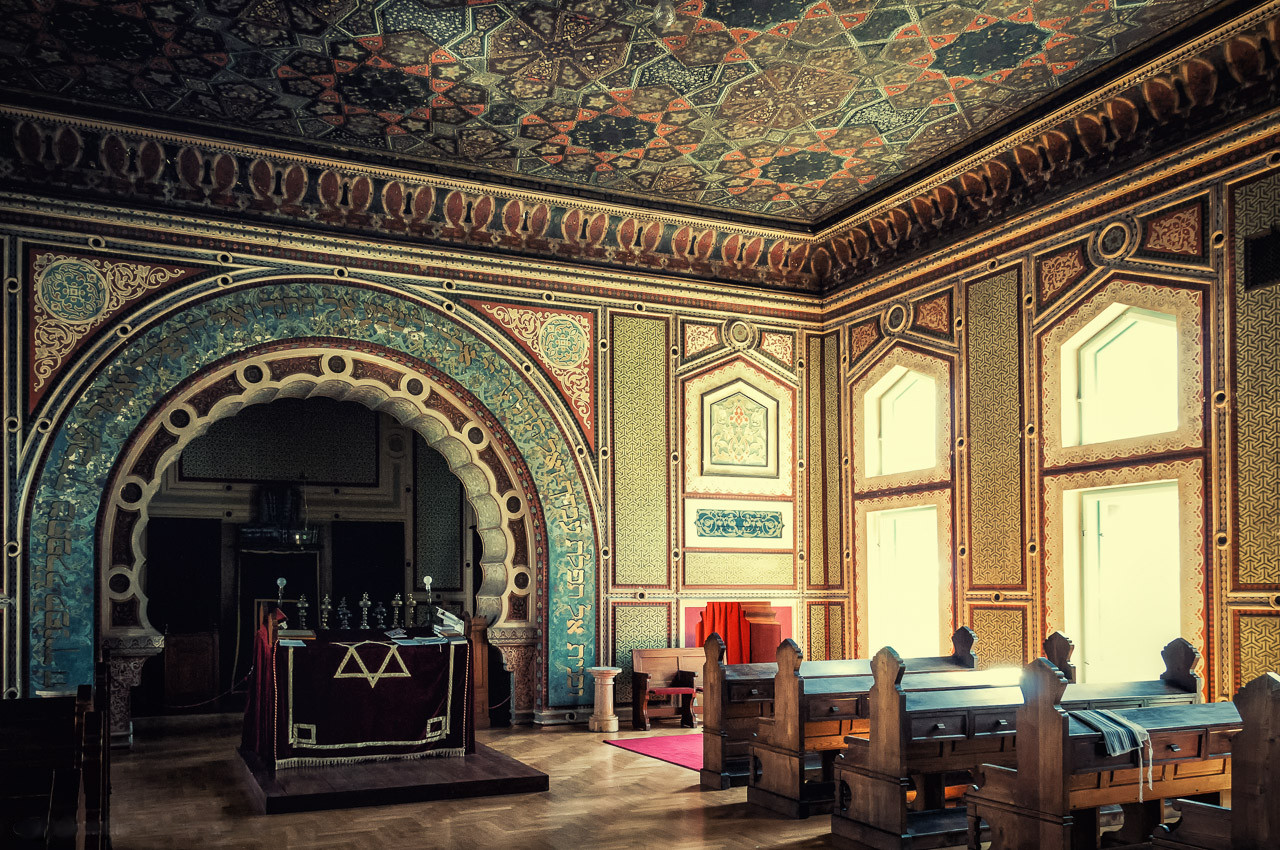
Interno della sinagoga ashkenazita di Karel Pařík (1902)
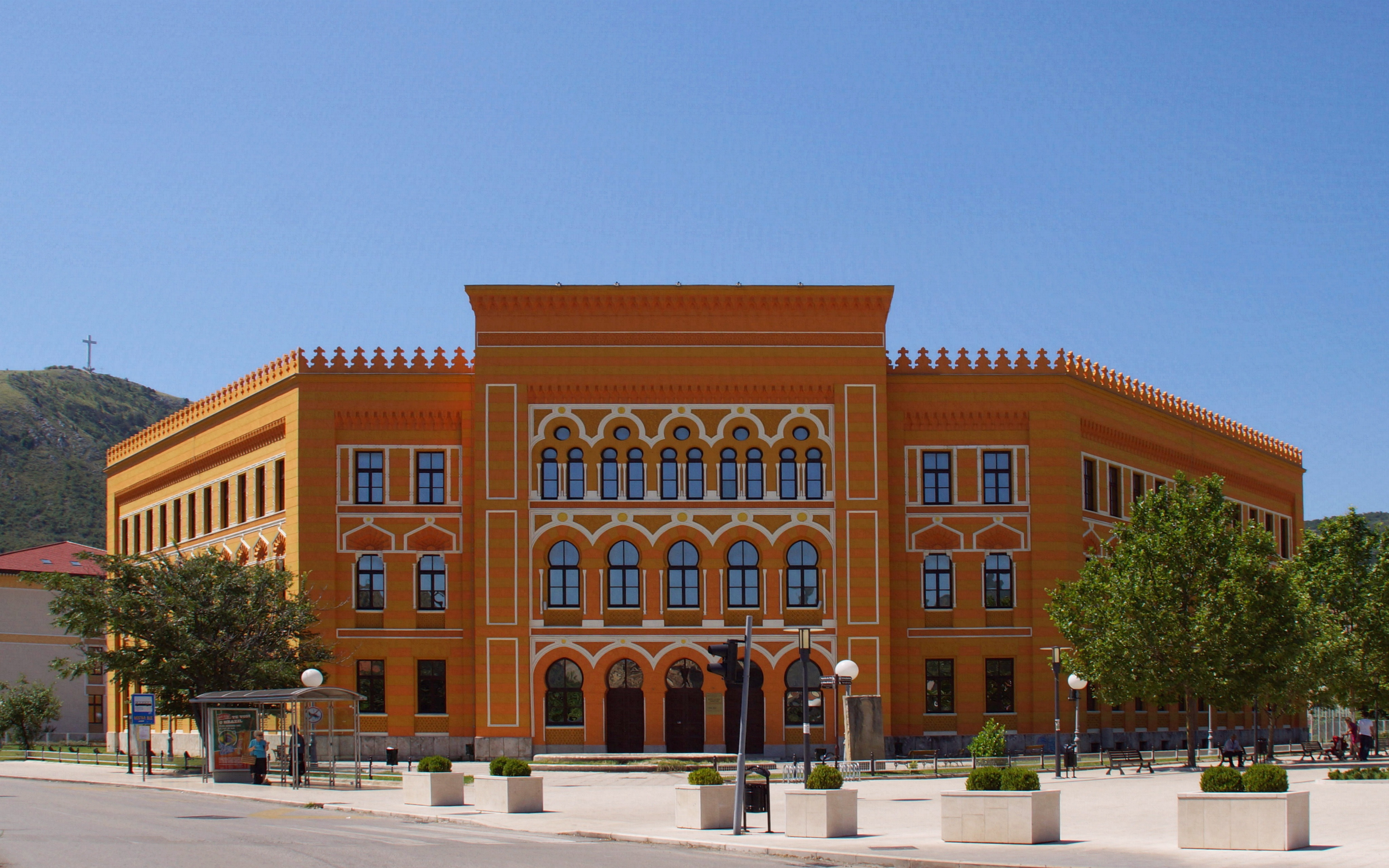
Gimnazija Mostar e Collegio del Mondo Unito
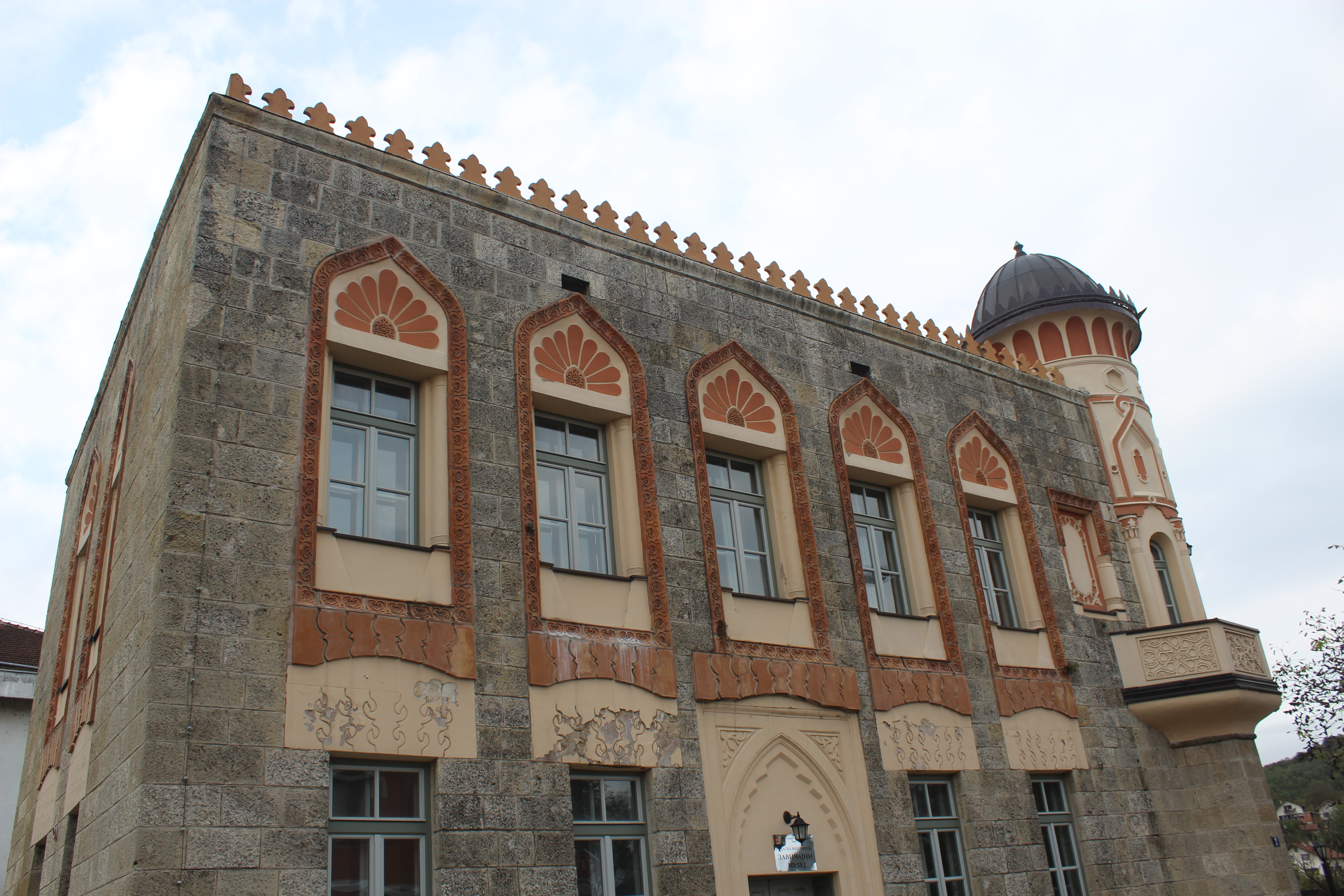
Municipio di Novi Grad (Repubblica Sprska)

### Stili dell'Art Nouveau e della Secessione

Architettura Art Nouveau
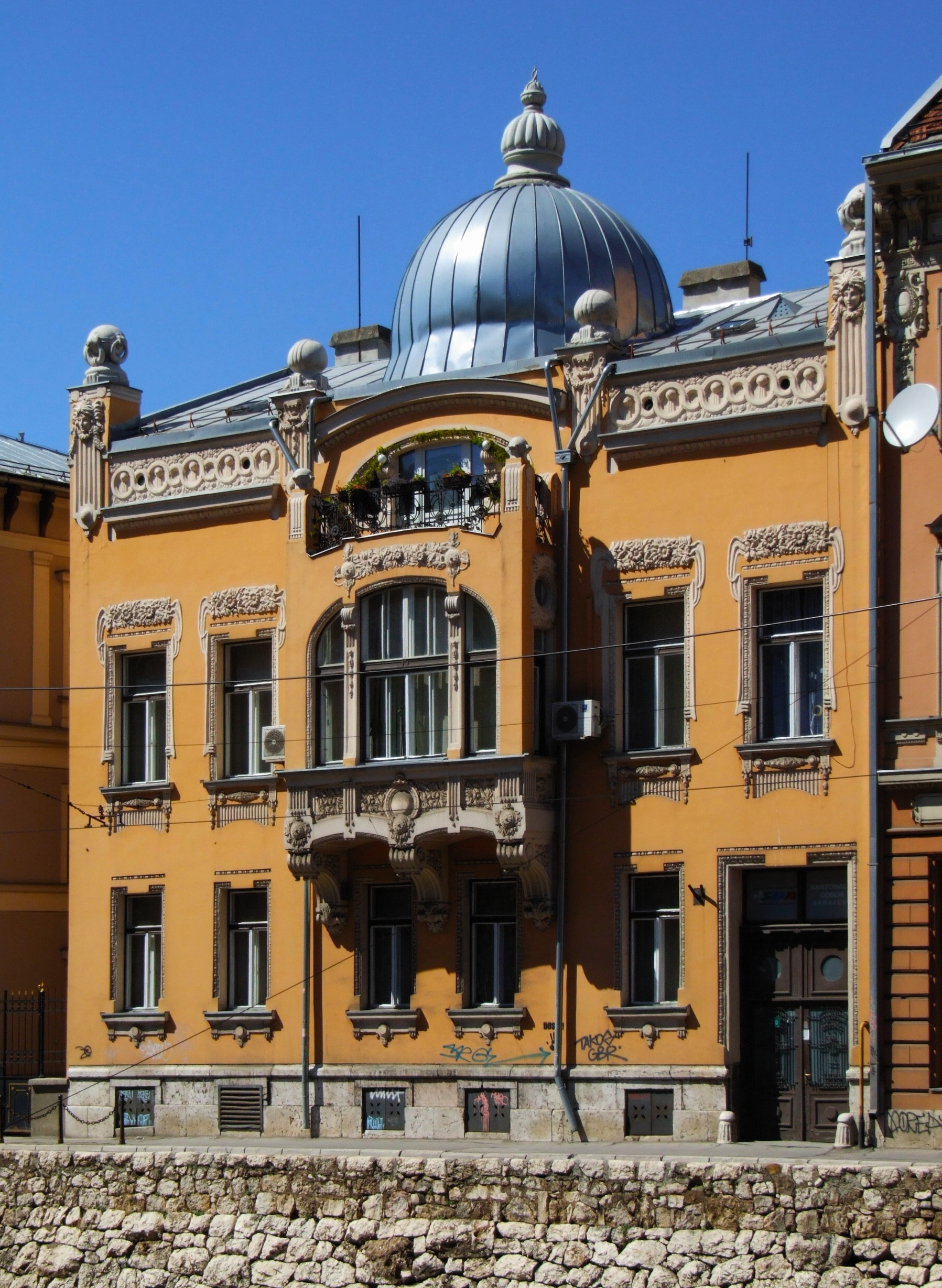
Ješua D. Salom Mansion in Sarajevo di Josip Vancaš (1901)
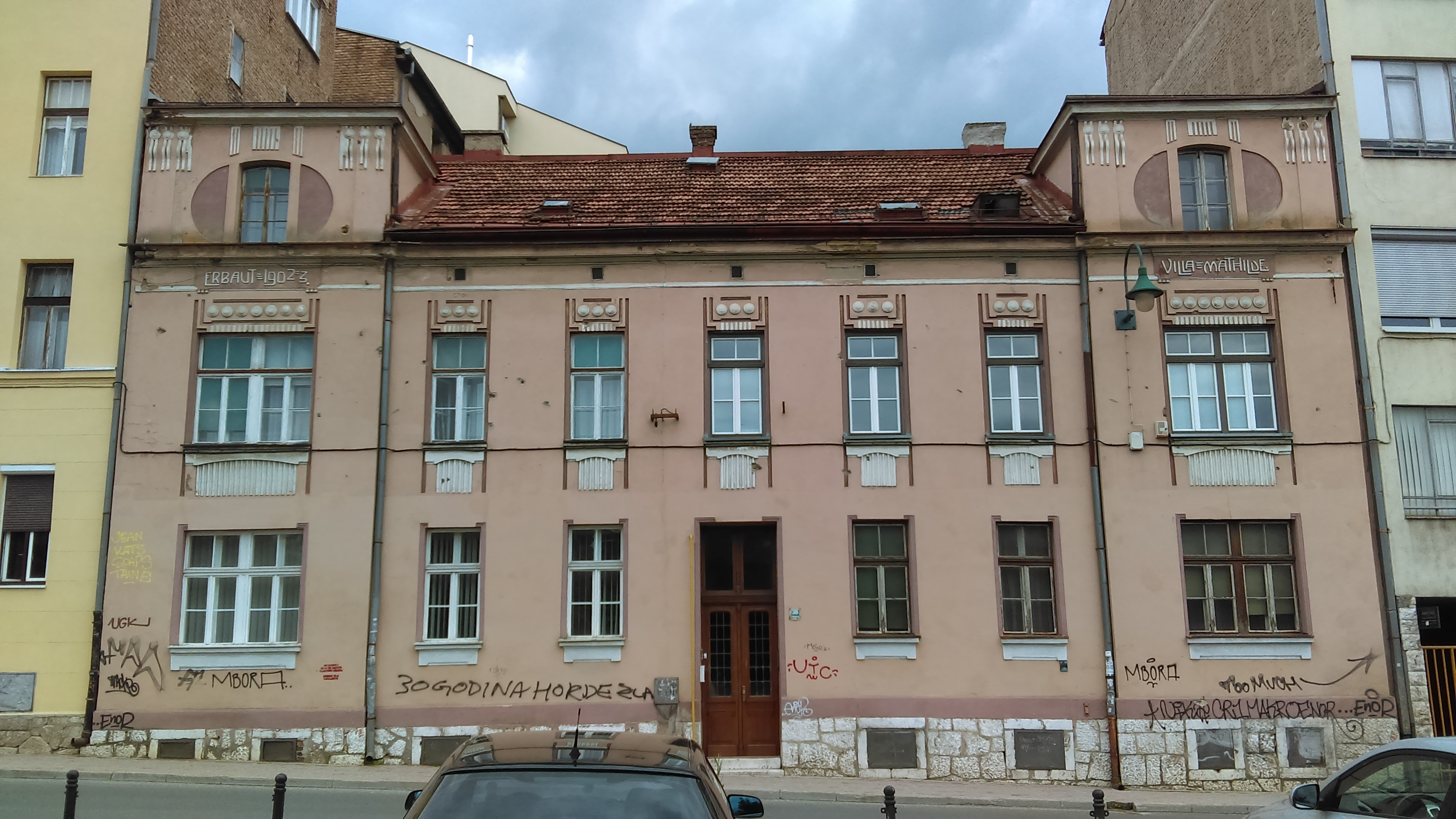
Villa Mathilde a Sarajevo di Josip Vancaš (1902-1903)
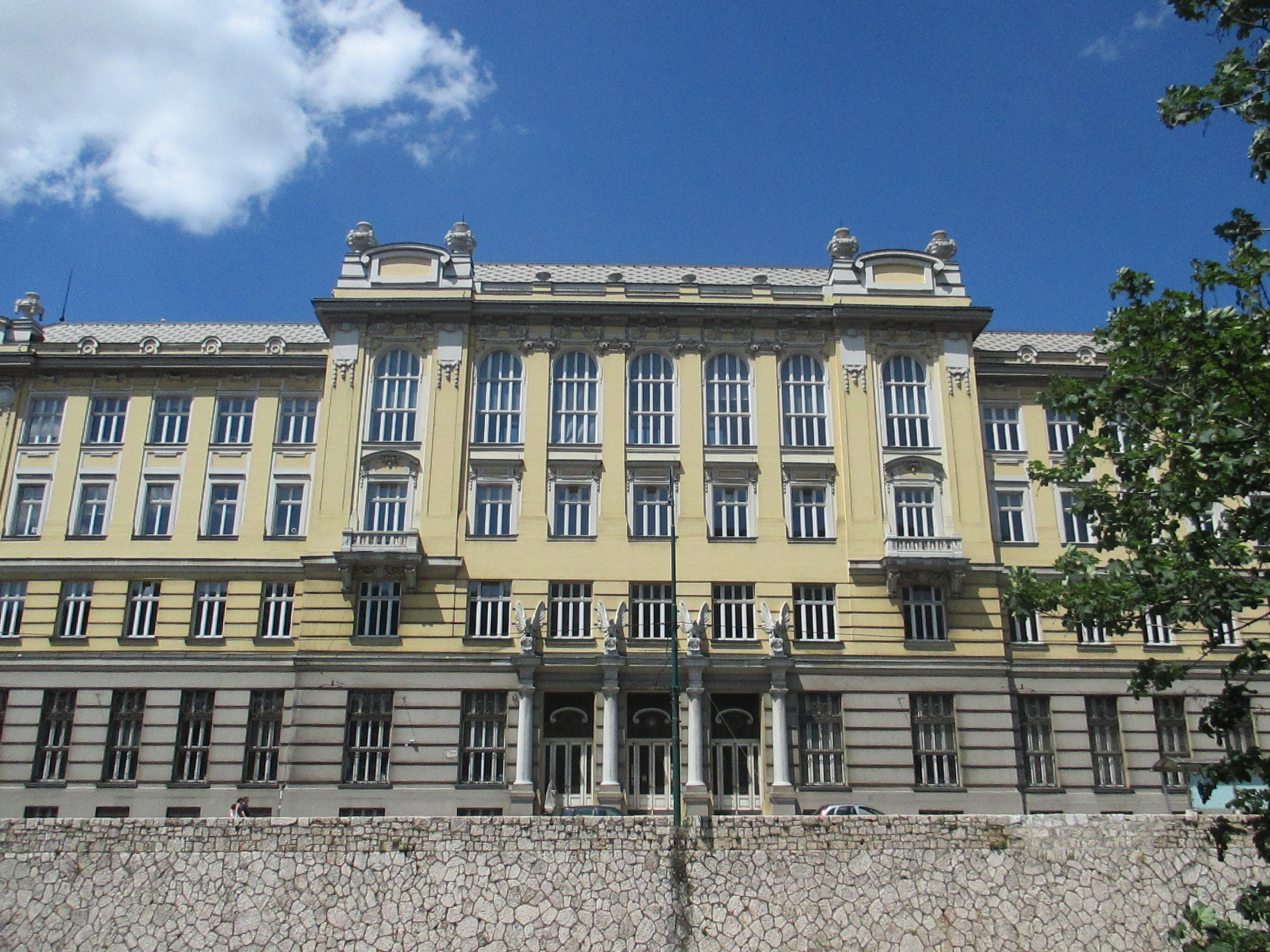
Ufficio centrale delle Poste a Sarajevo di Josip Vancaš (1907-1913)
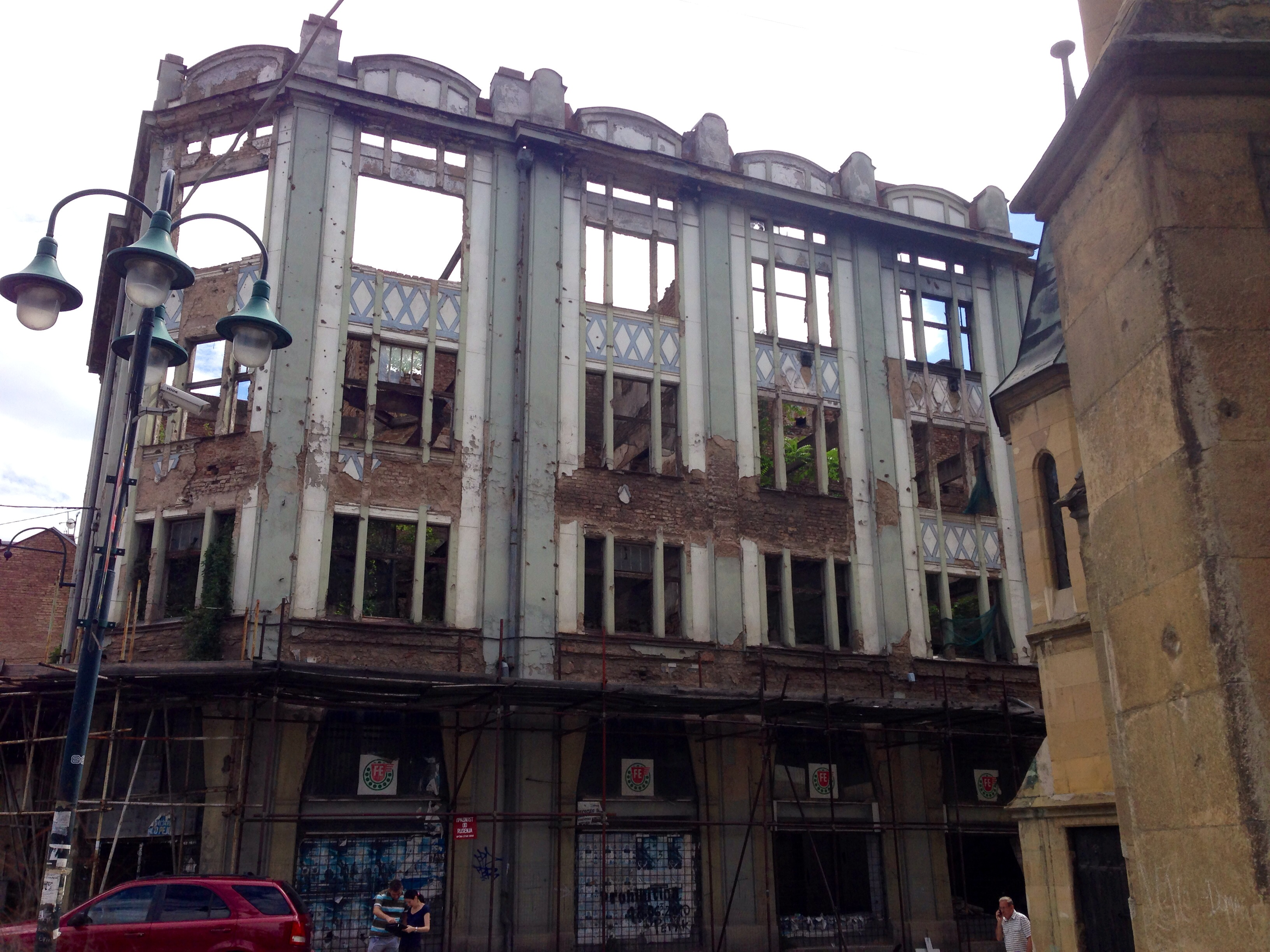
Palazzo Racher-Babic, Sarajevo, di Karl Kneschaurek (1913)

### Architettura in stile bosniaco
Lo stile bosniaco può essere paragonato al romanticismo nazionale scandinavo. Esso è stato sostenuto da una generazione più giovane di architetti, come l'architetto ceco Josip Pospošil, l'architetto sloveno Rudolf Tönnies e l'architetto austriaco Ernst Lichtblau, che hanno studiato all'Accademia d'arte di Vienna con Karl von Hasenauer e Otto Wagnerù. Lo stile era, tuttavia, denominato dal maggiore architetto di Sarajevo, Josip Vancaš, per il quale hanno lavorato molti di questi architetti più giovani.
Gli architetti in stile bosniaco volevano recuperare gli elementi architettonici vernacolari propri della Bosnia ed Erzegovina, in contrasto con le scritture importate degli stili sia storicista che moresco. Lo stile bosniaco può essere "meglio compreso come all'interno della tradizione del romanticismo nazionale", sebbene i suoi designer non provenissero dall'interno della nazione che intendevano rappresentare. Tuttavia, gli architetti in stile bosniaco facevano riferimento anche a fonti storiche rispetto a quelle contemporanee, e principalmente alla componente islamica dell'architettura vernacolare bosniaca, determinando così "la sostituzione di un collage storicista con un altro "(Gunzburger-Makas e Damljanovic-Conley).

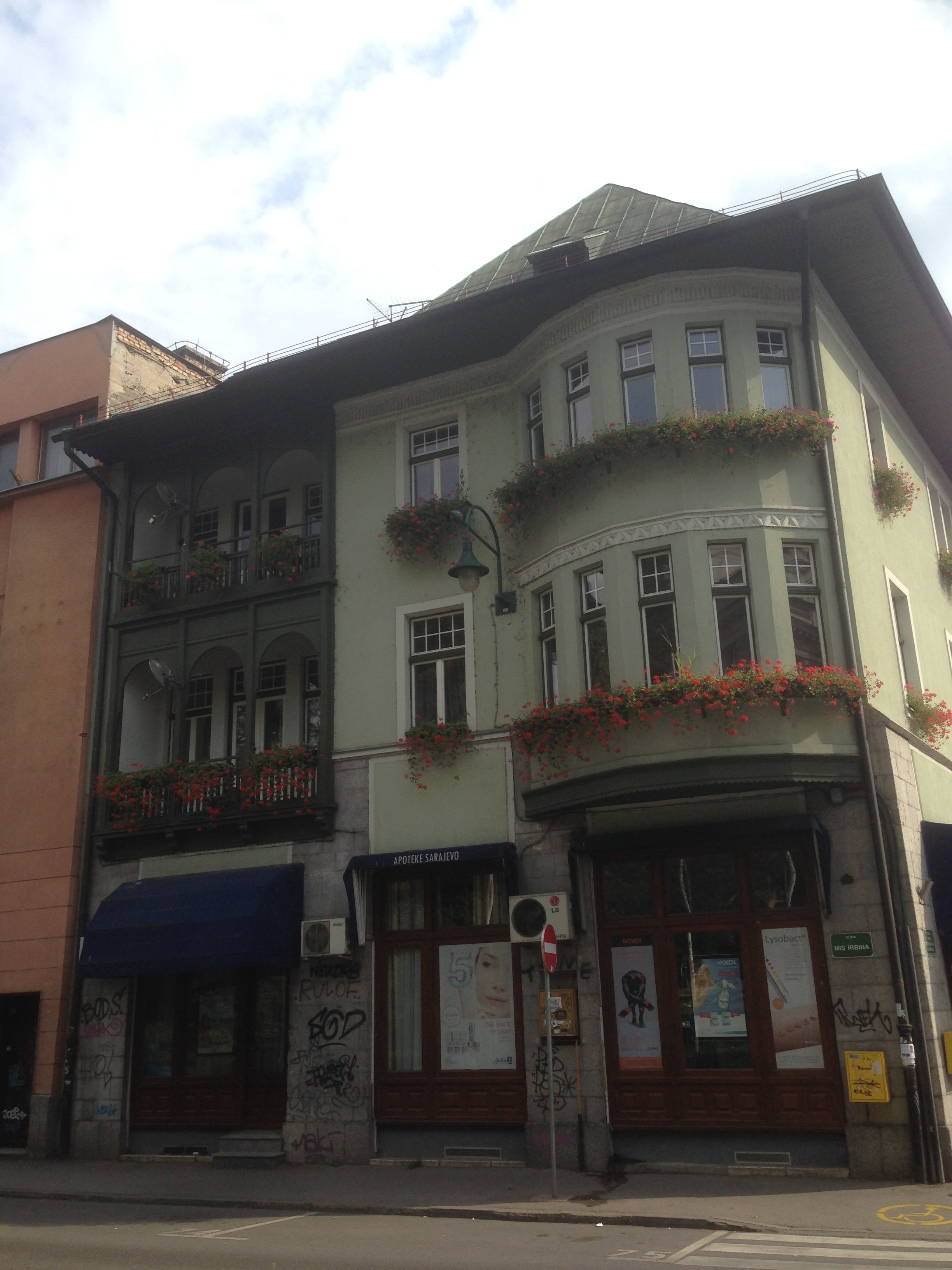
Edificio Waqf
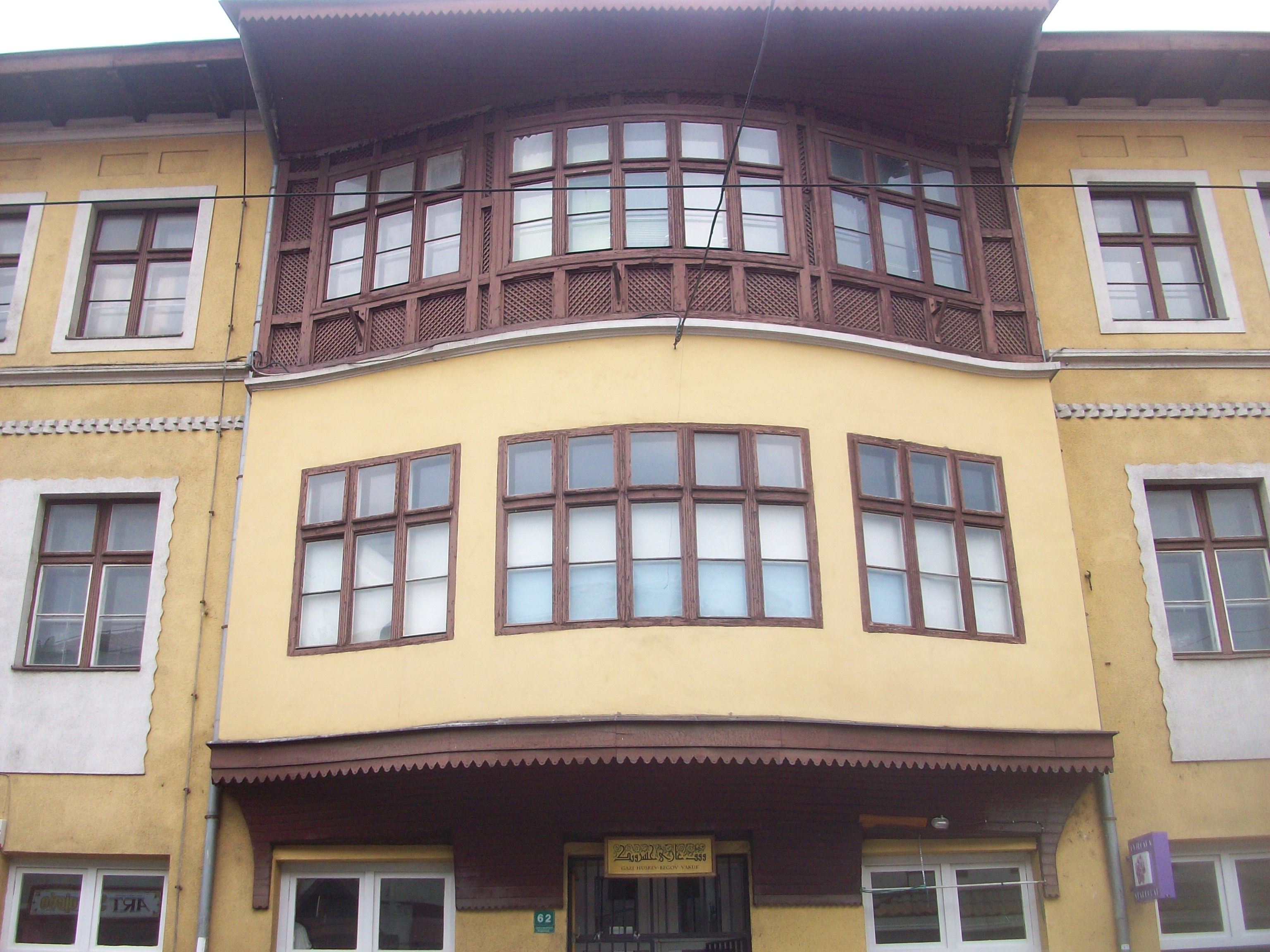
Hotel Stari Grad a Sarajevo, di Josip Vancaš (1909)
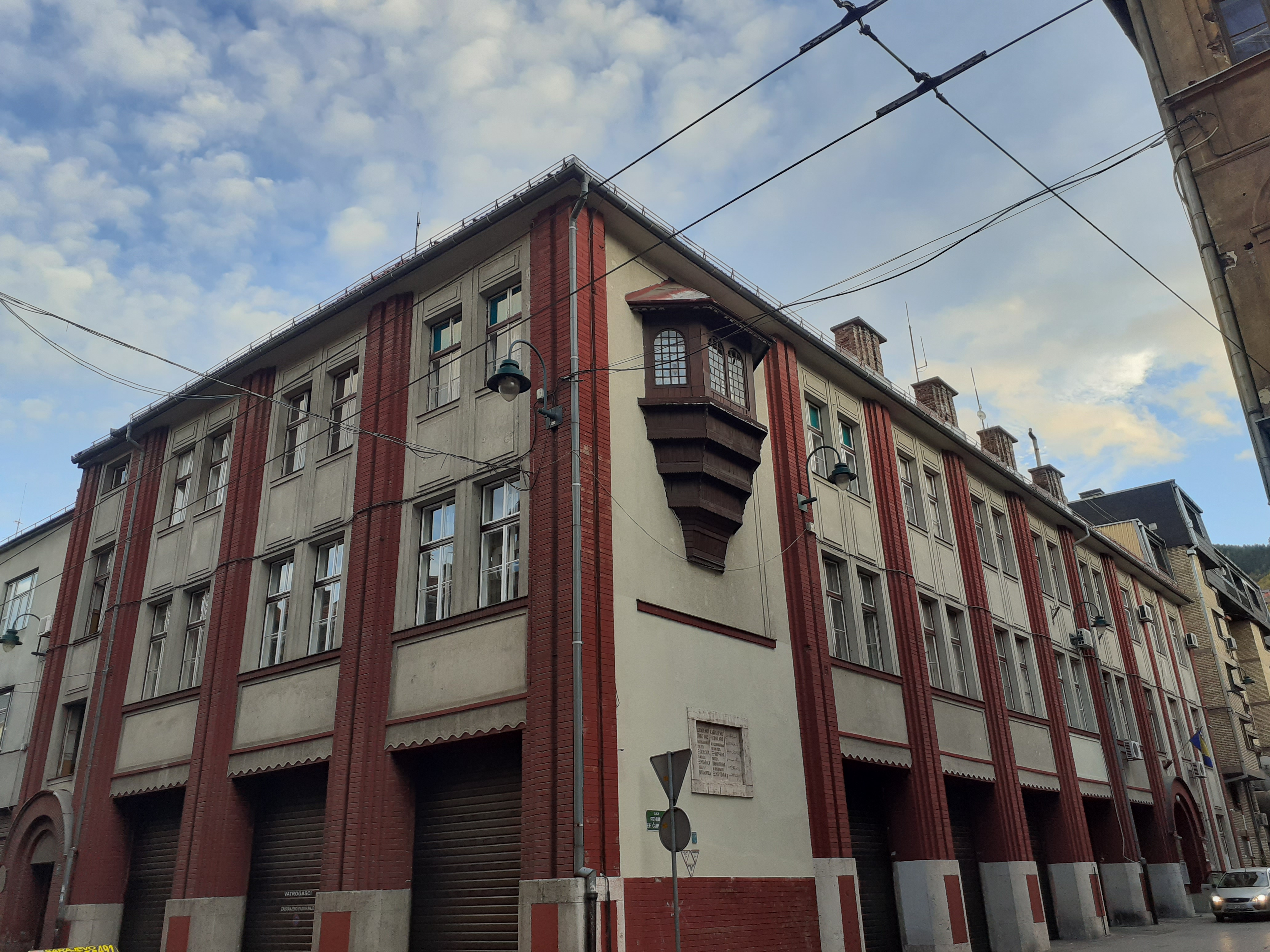
Caserma dei vigili del fuoco di Sarajevo, Josip Pospišil (1912)
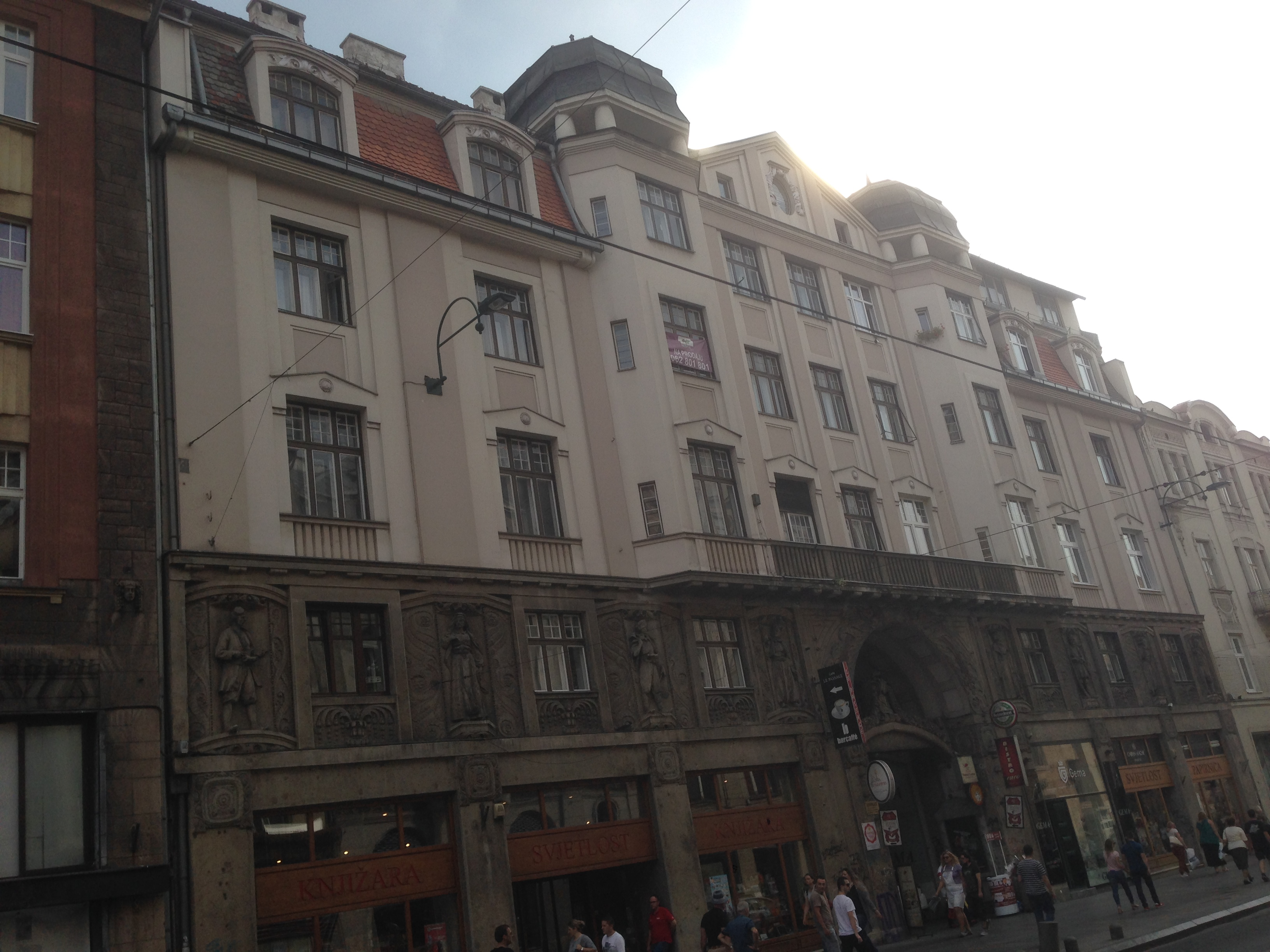
Palazzo Salom (Titova 34) di Josip Pospišil
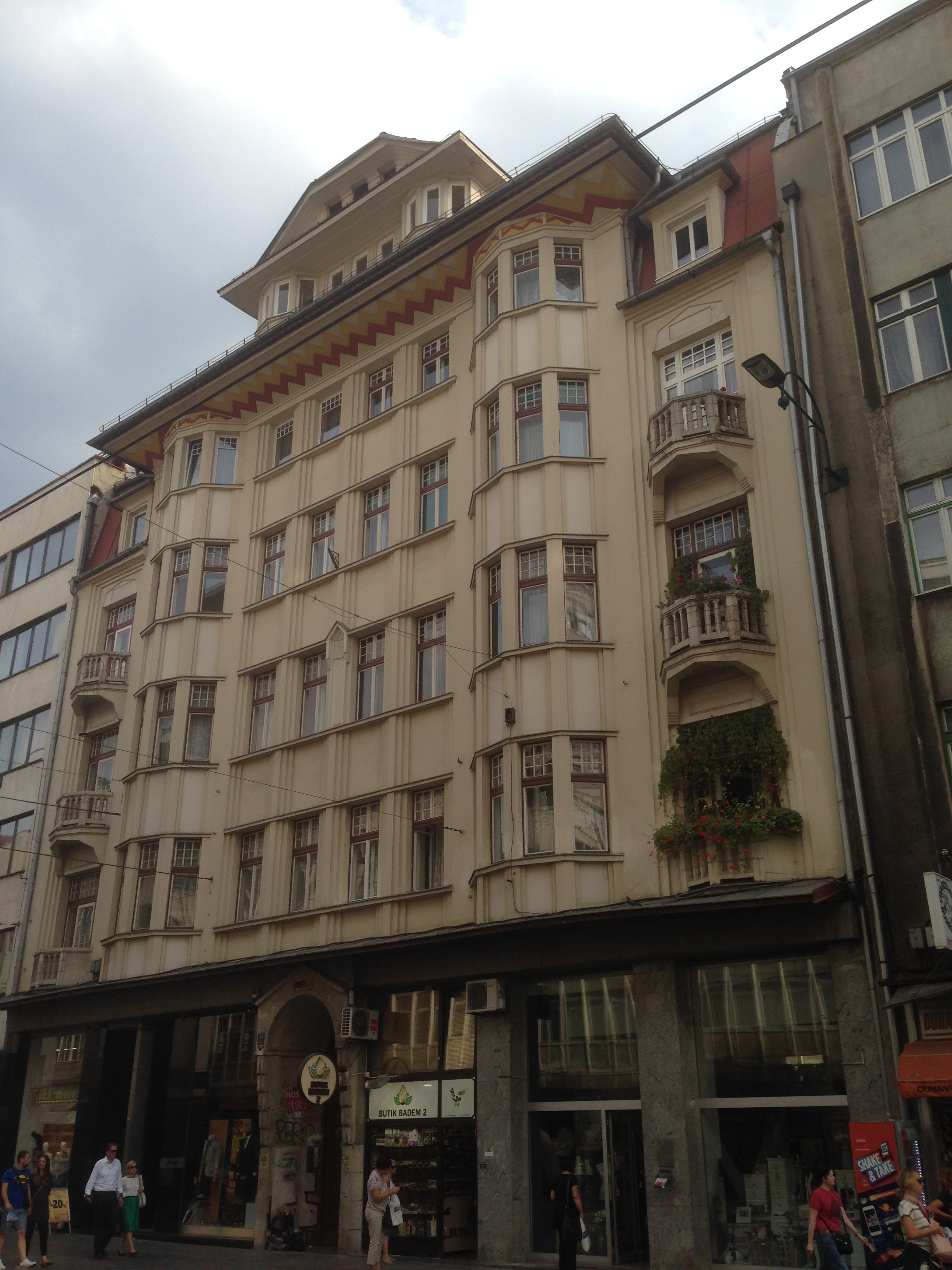
Palazzo Musafija di Josip Pospišil
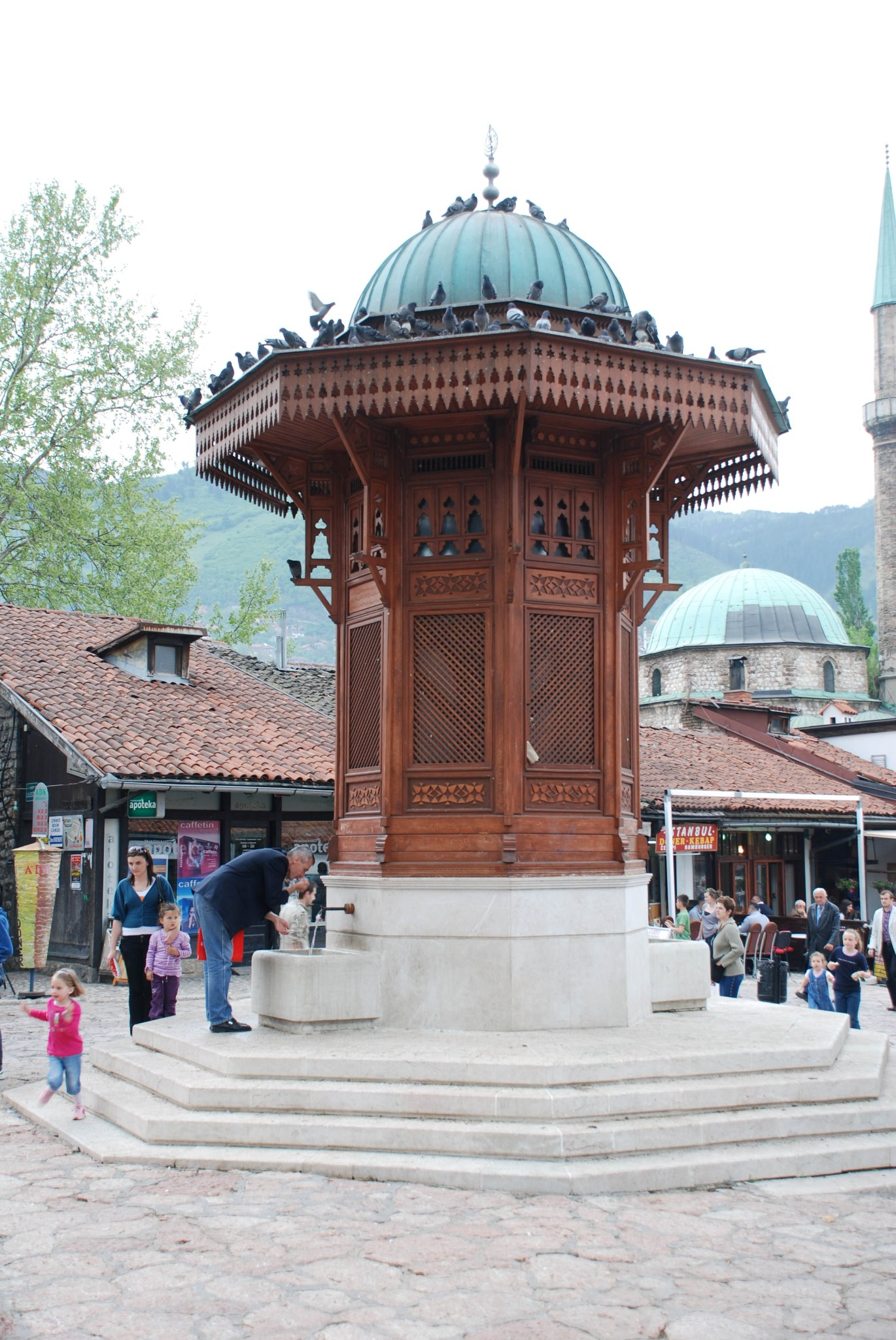
Fontana Sebilj a Baščaršija

## Periodo realista jugoslavo

Banca Mortgage, poi Narodna Banka, oggi Banca Centrale della Bosnia ed Erzegovina, di Milan Zloković, 1929

La Bosnia ed Erzegovina si unì al Regno dei Serbi, Croati e Sloveni nel 1918, la cui architettura ufficiale divenne sempre più dettata da un'autorità nazionale sempre più concentrata che cercava di stabilire un'identità statale unificata.
La Bosnia ed Erzegovina rimase ai margini del modernismo architettonico tra le due guerre in Jugoslavia.
In quegli anni i fratelli Muhamed e Reuf Kadic, dopo aver studiato a Praga, erano attivi a Sarajevo. Nel 1940 fu aperto il loro Palazzo dell'Istituto di Pensione, esibendo forme ridotte di superfici e volumi geometricamente "puliti".

## Periodo socialista jugoslavo
Alla fine della seconda guerra mondiale la Bosnia ed Erzegovina divenne una repubblica nella Repubblica Socialista Federale di Jugoslavia. Subito dopo la seconda guerra mondiale, la breve associazione della Jugoslavia con il blocco orientale inaugurò un breve periodo di realismo socialista.
Questo finì bruscamente con il conflitto Tito-Stalin del 1948. Negli anni successivi, l'architettura modernista divenne il simbolo della rottura della nazione dall'URSS (un concetto che in seguito diminuiva con la crescente accettabilità del modernismo nel blocco orientale).
Con le politiche di decentralizzazione e liberalizzazione degli anni '50, l'architettura si frammentava sempre più lungo linee etniche. Gli architetti si concentravano sempre di più sulla costruzione con riferimento al patrimonio architettonico delle loro singole repubbliche socialiste sotto forma di un regionalismo critico. Un esempio notevole di questo cambiamento è la pubblicazione del 1957 di Juraj Neidhardt e Dušan Grabrijan dal titolo Architettura della Bosnia e la via verso la modernità (in croato Arhitektura Bosne i Put U Suvremeno), che ha cercato di comprendere il modernismo attraverso la lente dell'eredità ottomana della Bosnia. La crescente distinzione delle singole identità architettoniche etniche all'interno della Jugoslavia è stata esacerbata con il decentramento del 1972 dell'autorità di conservazione storica precedentemente centralizzata, fornendo alle singole regioni un'ulteriore opportunità di analizzare criticamente le proprie narrazioni culturali.
Alla fine degli anni '50 e all'inizio degli anni '60 il brutalismo iniziò a raccogliere un seguito in Jugoslavia, in particolare tra gli architetti più giovani.
La rottura jugoslava dal realismo socialista sovietico si unì agli sforzi per commemorare la seconda guerra mondiale, che insieme portarono alla creazione di un'immensa quantità di memoriali di guerra scultorei astratti, conosciuti oggi come Spomenik.
Le correnti politiche in Jugoslavia favorivano l'industrializzazione che richiedeva uno sforzo sullo sviluppo di alloggi pubblici per servire la migrazione della popolazione dalle aree rurali a quelle urbane. Per superare i conflitti culturali, l'anti-storicismo con il vocabolario architettonico moderno diventò una strategia progettuale prevalente per la maggior parte dei progetti architettonici. Pertanto l'omogeneità dei materiali sostituiva l'eterogeneità tradizionale e il calcestruzzo divenne un materiale di scelta per la costruzione. Tali pratiche, tuttavia, causarono diversi problemi. L'industrializzazione causava l'inquinamento delle città ma soprattutto determinava la fuga dalle aree rurali che determinò ulteriormente discrepanze nella produzione, danneggiando l'economia. Vi era l'insufficienza di infrastrutture, elettricità, acqua e riscaldamento centralizzato per sostenere il nuovo sviluppo dell'edilizia popolare a causa di una cattiva pianificazione mentre i grattacieli residenziali si mescolavano in modo inappropriato con il contesto architettonico esistente. Metodi di costruzione scadenti e mancanza di qualità a causa della mancanza di risorse causavano ambienti di vita malsani. Tutti questi problemi portarono alla diminuzione dell'identità culturale della Bosnia ed Erzegovina e al prosciugamento delle sue risorse naturali e umane.
D'altra parte, erano pochi i progetti architettonici che tentavano di affrontare le questioni della diversità culturale. La casa residenziale "Dino" a Sarajevo costruita nel 1987 da Amir Vuk e Mirko Maric rappresenta uno di quei tentativi. È la casa residenziale duplex in cui una segue il vocabolario architettonico orientale mentre l'altra ha una filosofia piuttosto occidentale europea dell'organizzazione della facciata mentre condividono un ingresso comune. Un altro esempio è l'Holiday Inn Hotel costruito nel 1983 e le Torri Gemelle "Unis" costruite a Sarajevo nel 1986 e progettate da Ivan Štraus. Tra gli abitanti della città, le torri gemelle sono comunemente chiamate Momo (nome serbo) e Uzeir (nome bosniaco). Non c'è consenso tra la gente della città su quale torre portasse il nome serbo o bosniaco. Questa ambiguità dei nomi ha accentuato l'unità culturale come sua qualità architettonica primaria.

Architettura modernista
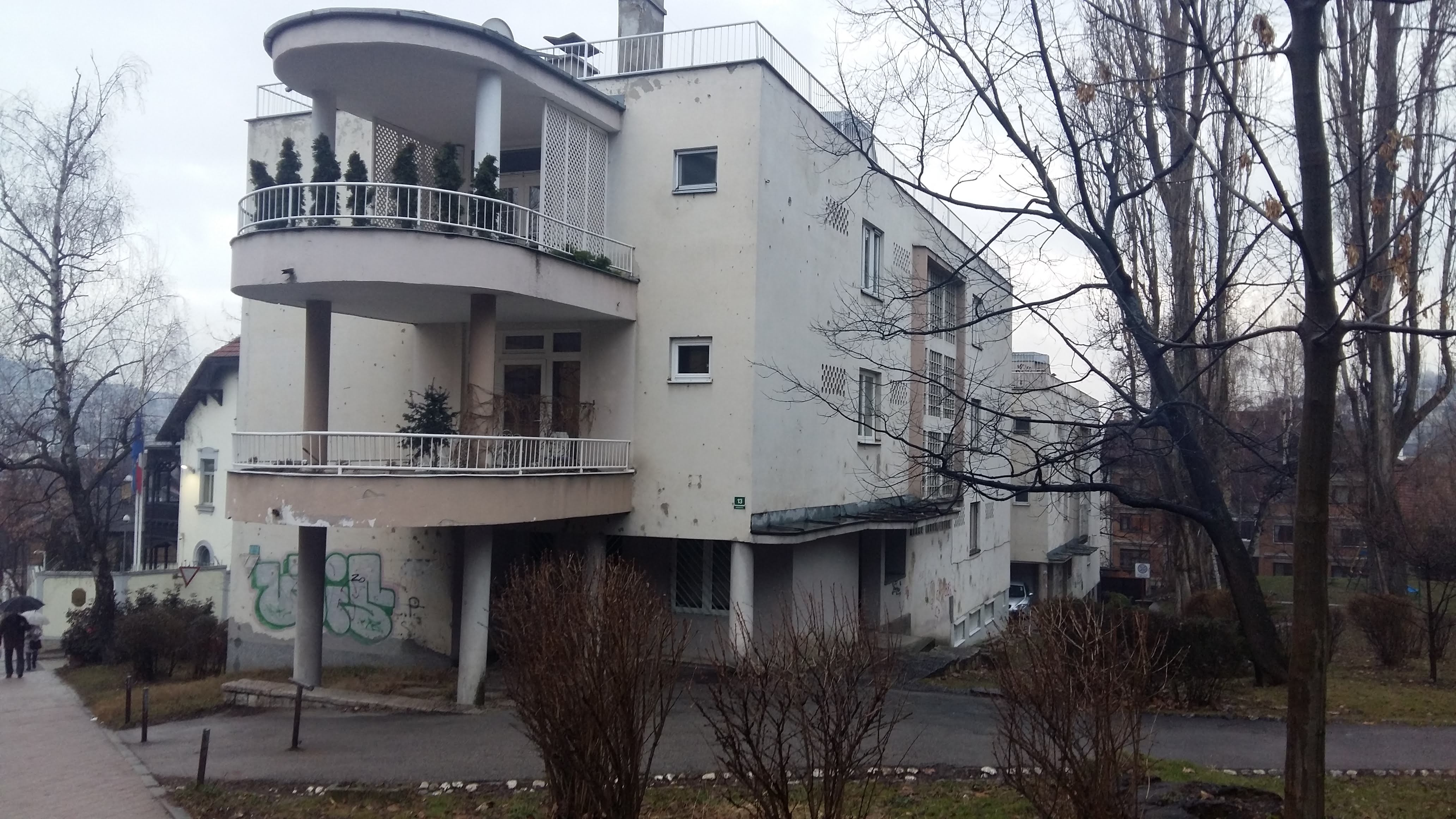
Complesso residenziale Džidžikovac (Muhamed e Reuf Kadić, 1947-48)
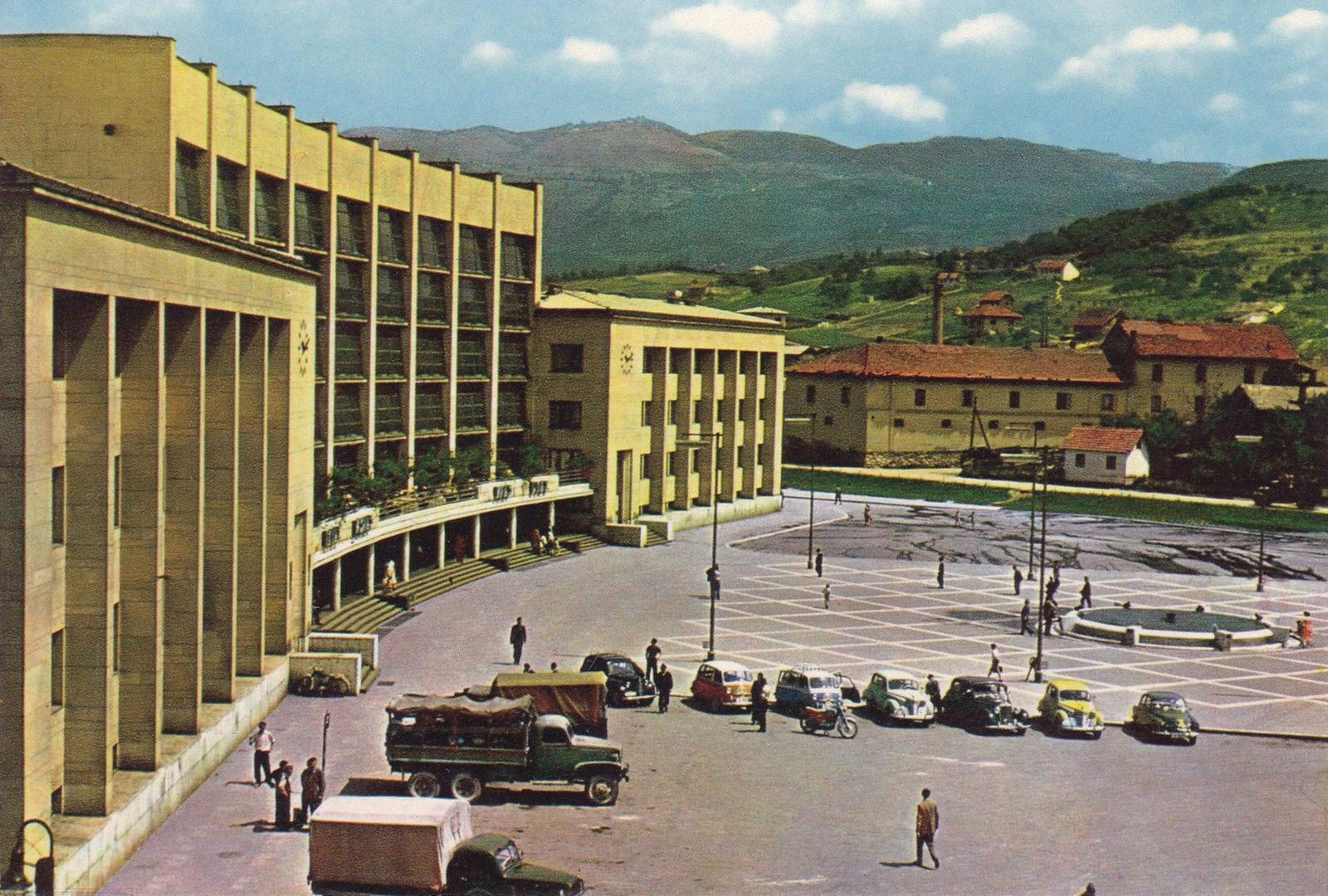
Stazione ferroviaria principale di Sarajevo (Bedrich Hacar, Bogdan Stojkov, 1949)
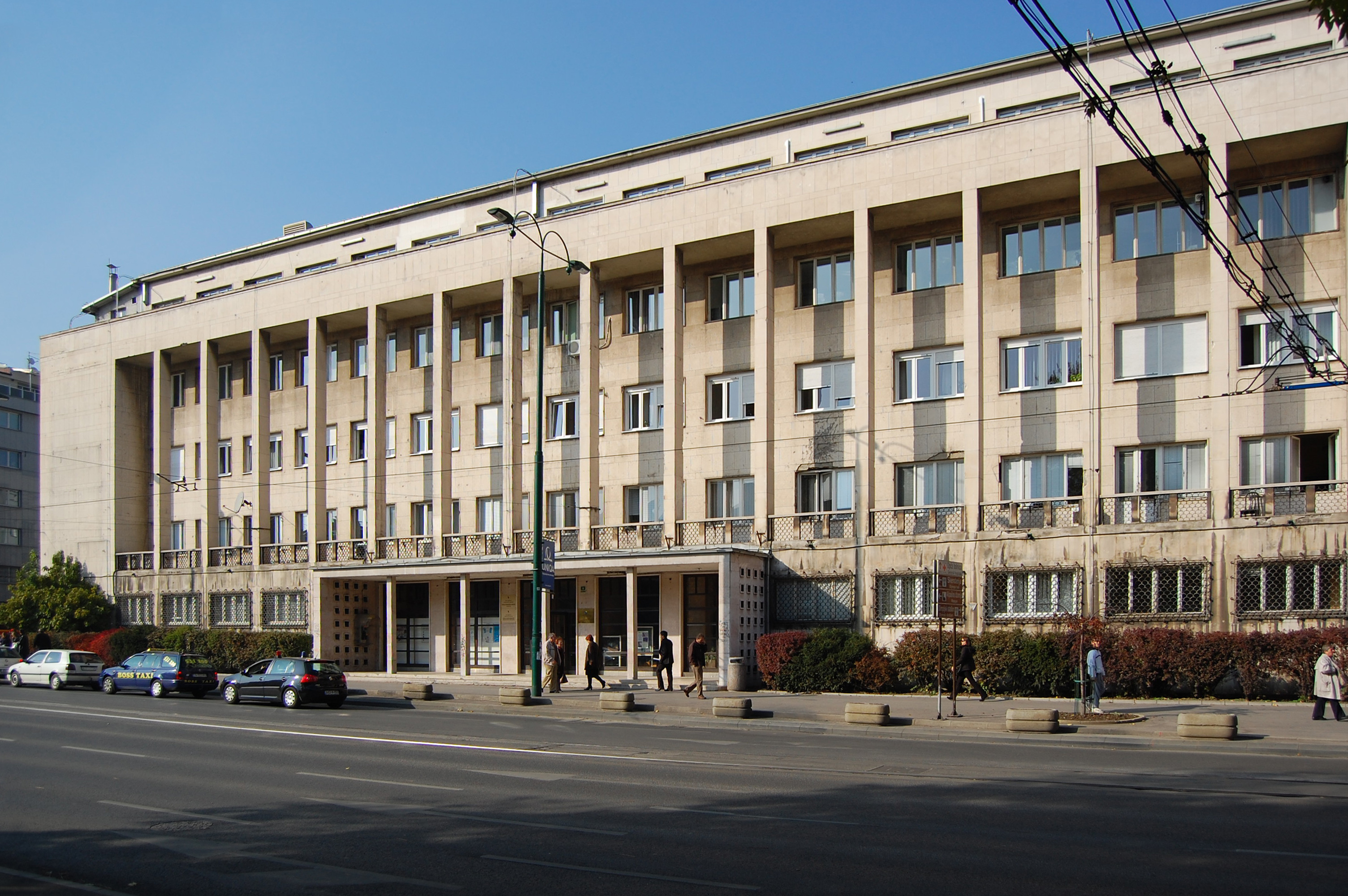
SarajevoIstituto di sanità pubblica di Sarajevo / Higijenski zavod (Tihomir Ivanović, 1950)
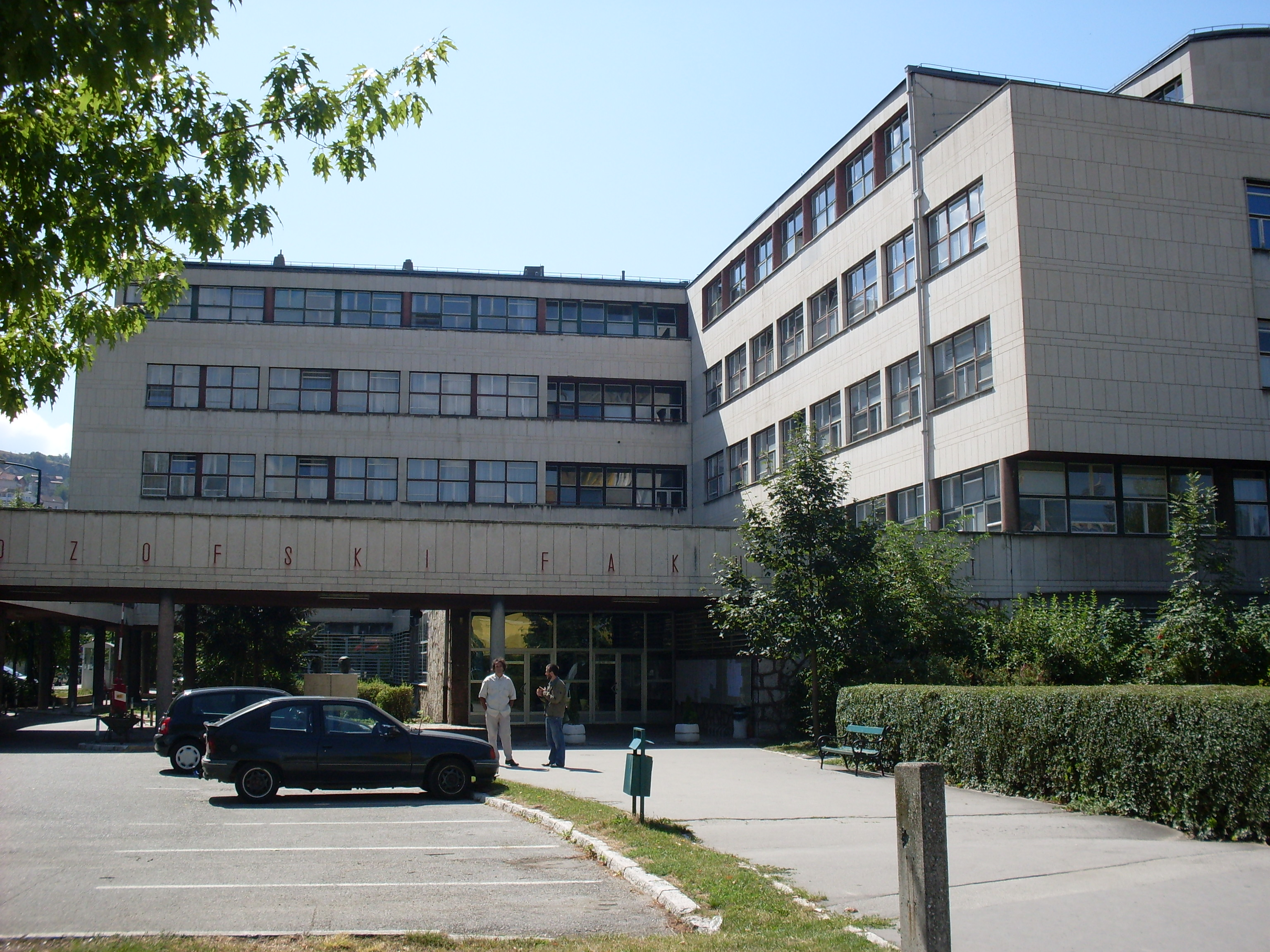
Facoltà di Filosofia a Sarajevo di Juraj Neidhardt (1955-1959)
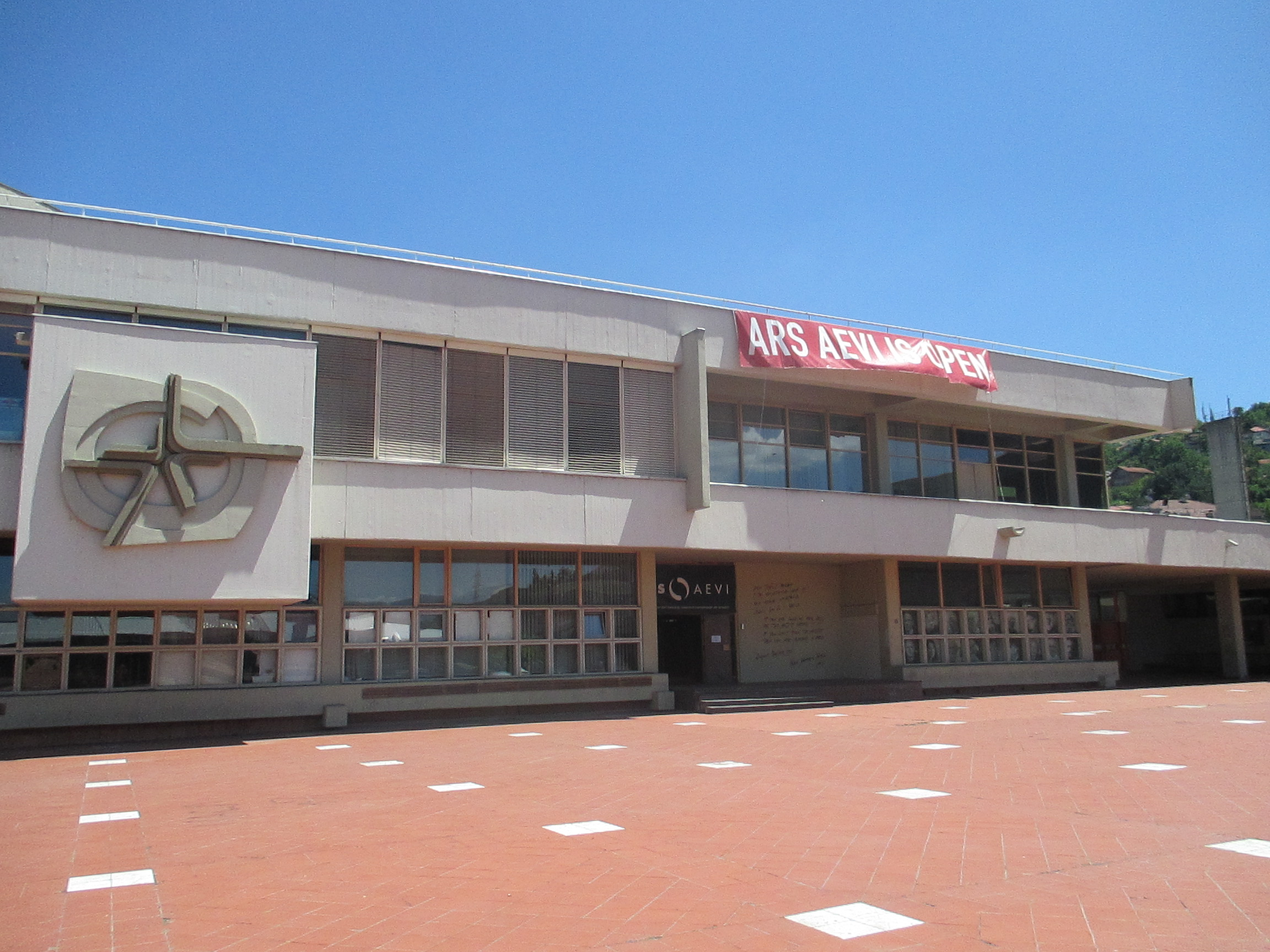
Dom Mladih e Skenderija (1969)

Architettura del Regionalismo critico
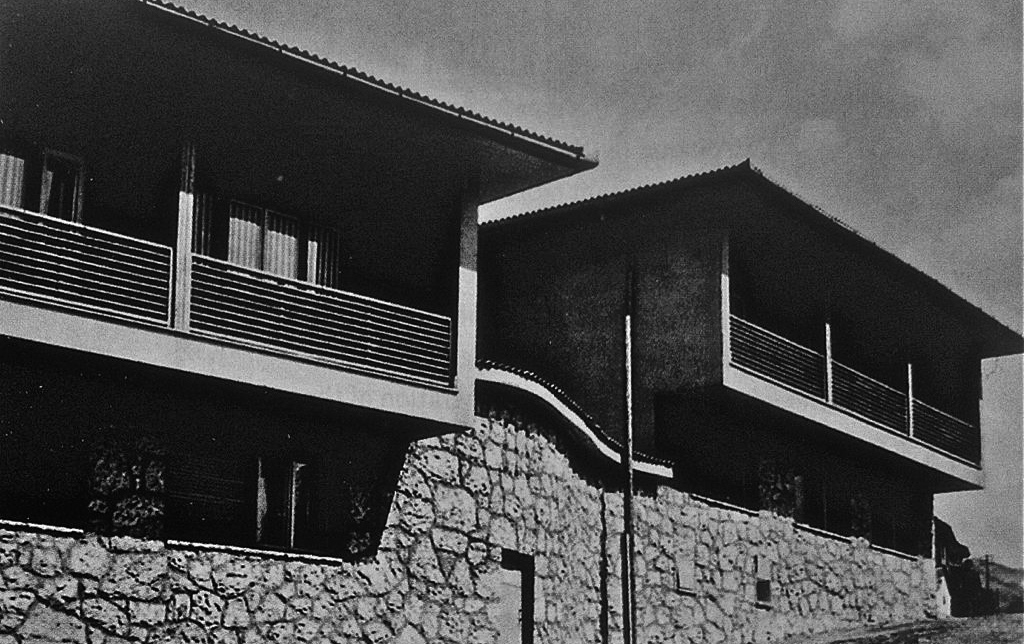
Complesso residenziale a Džidžikovac (Andrija Čičin-Šain, 1953) influenzato dalle tradizionali logge e doksa bosniaci
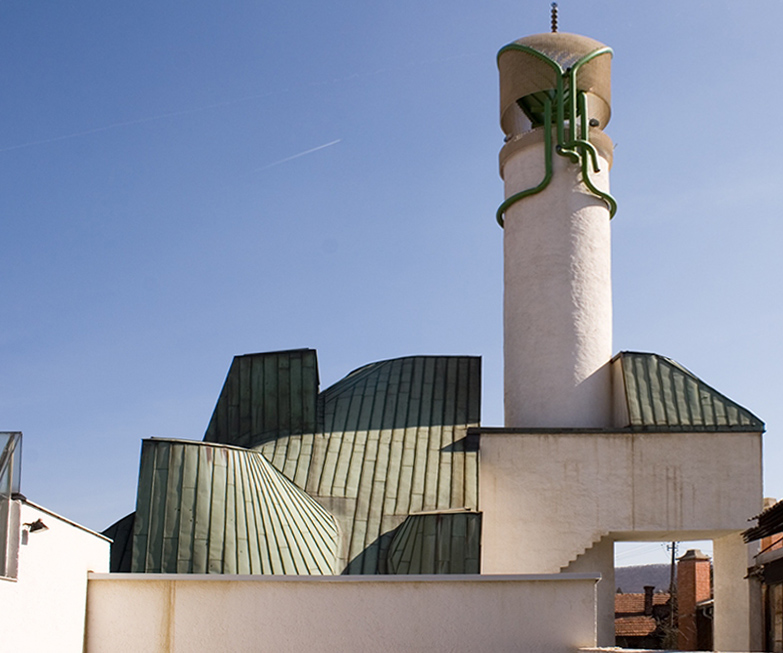
Moschea bianca di Šerefudin a Visoko (Zlatko Ugljen, 1980) riferimenti all'architettura tradizionale della moschea bosniaca

Architettura brutalista
Papagajka, Sarajevo (Mladen Gvozden, 1982)
Palazzetto dello sport di Skenderija
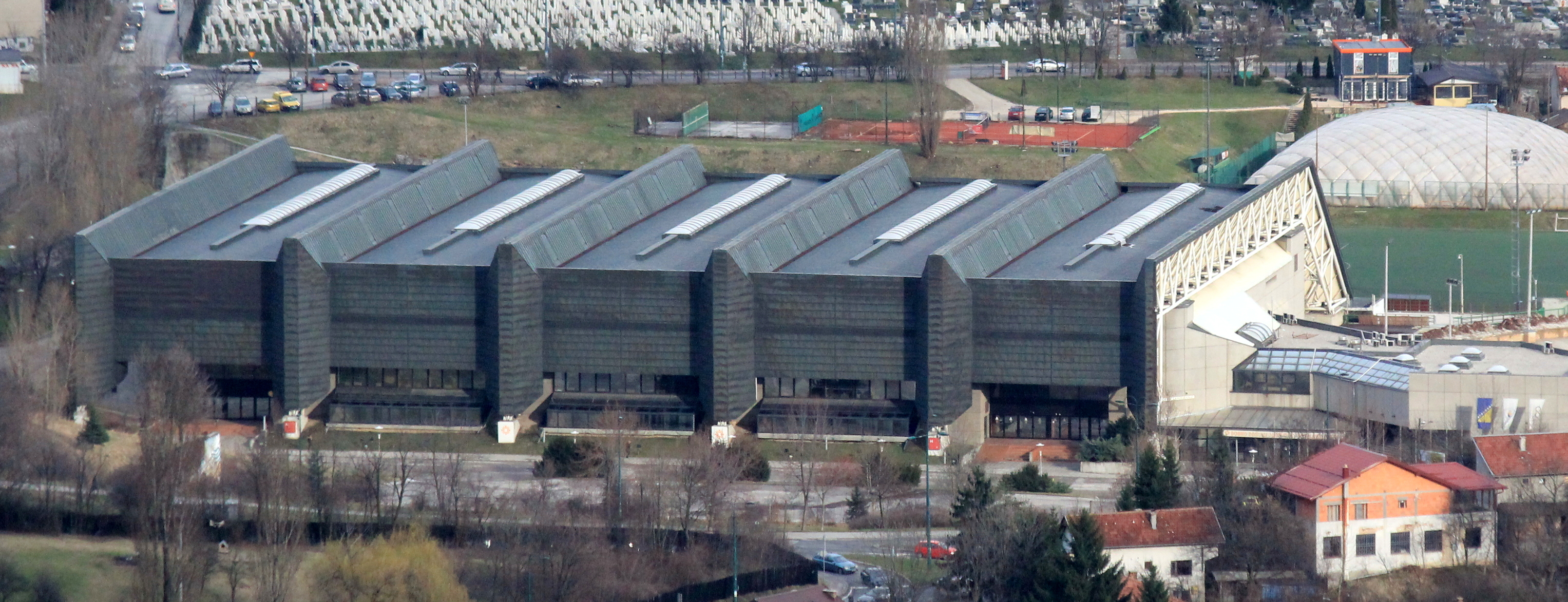
Sala Olimpica Sarajevo Zetra di Sarajevo
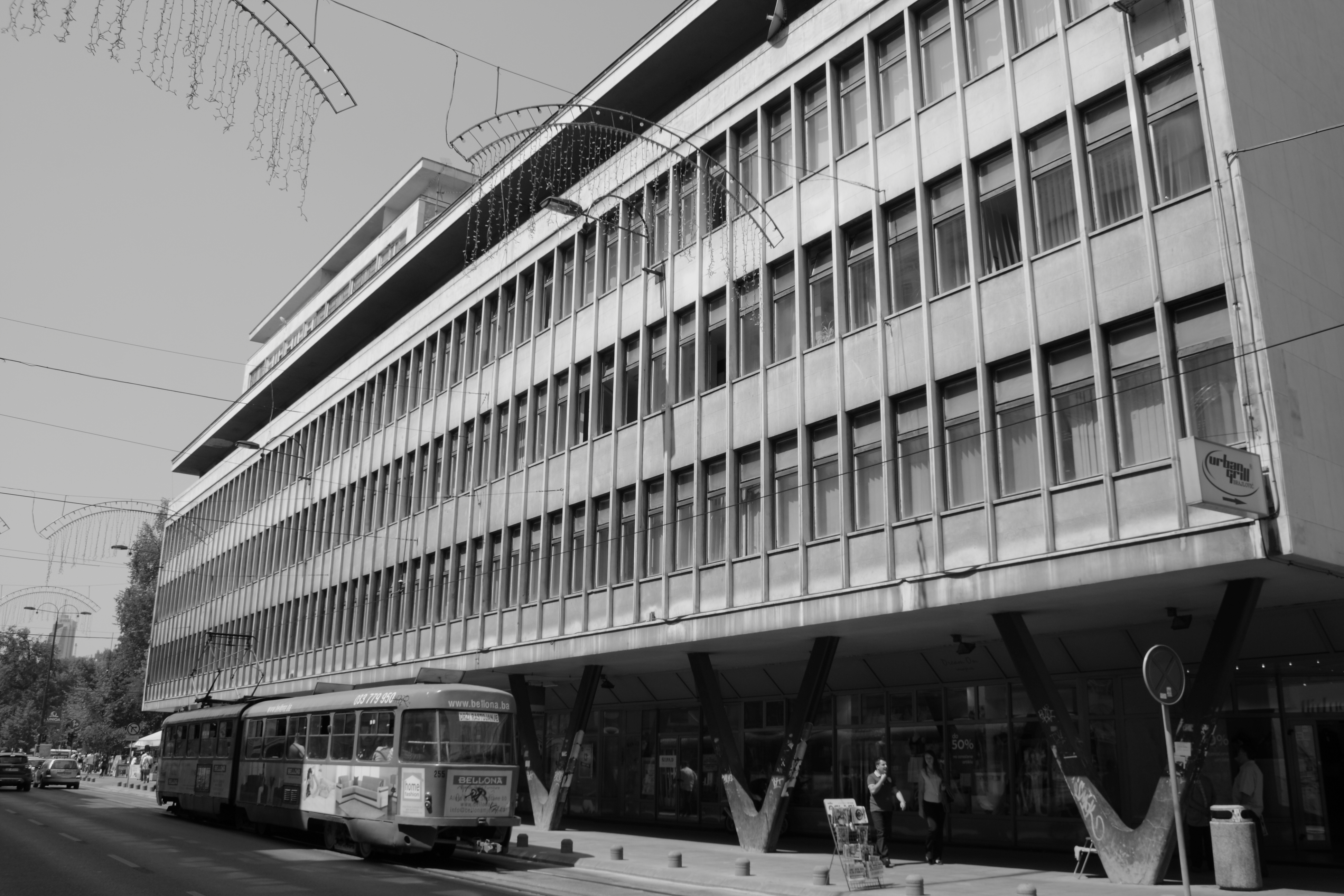
Edificio modernista, Titova, Sarajevo
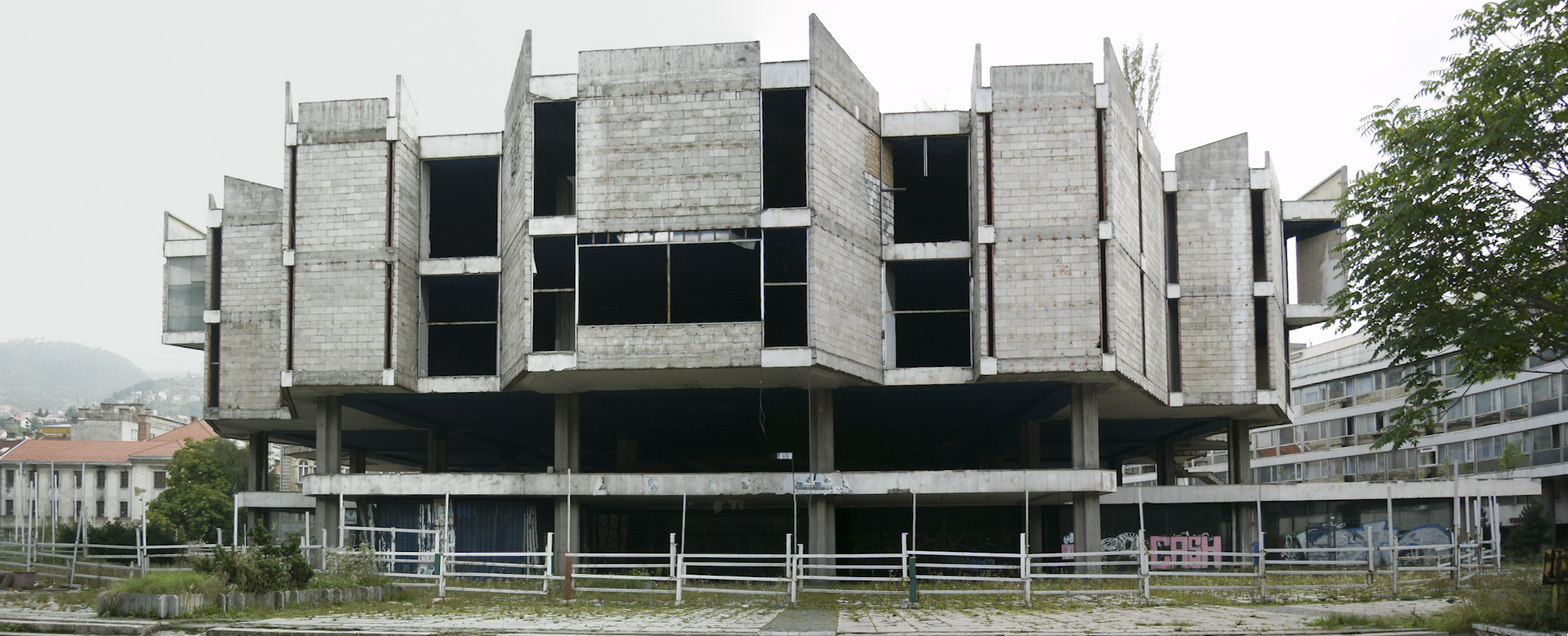
Centro commercialeSarajka (distrutto)
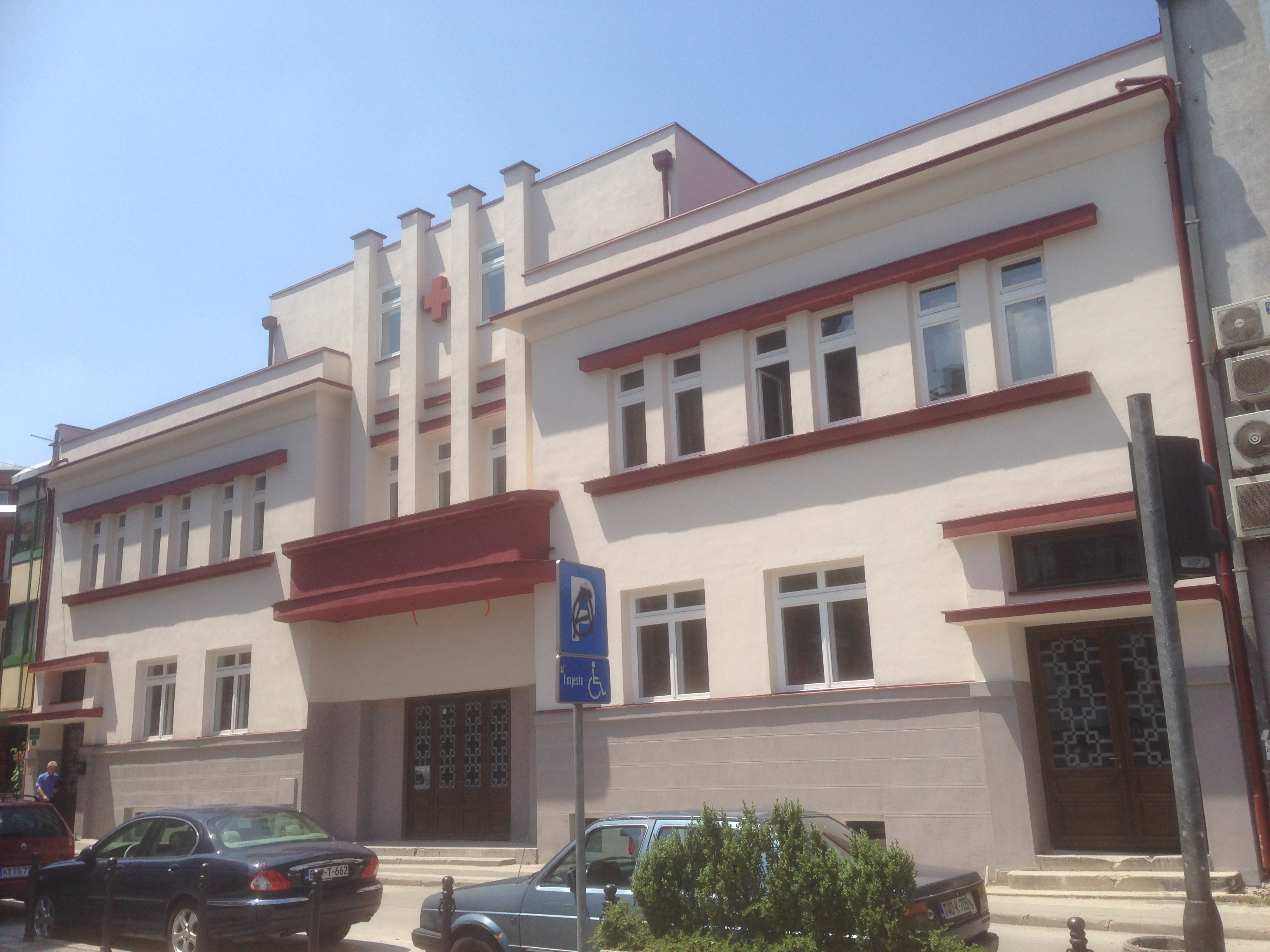
Edificio della Croce Rossa, Sarajevo
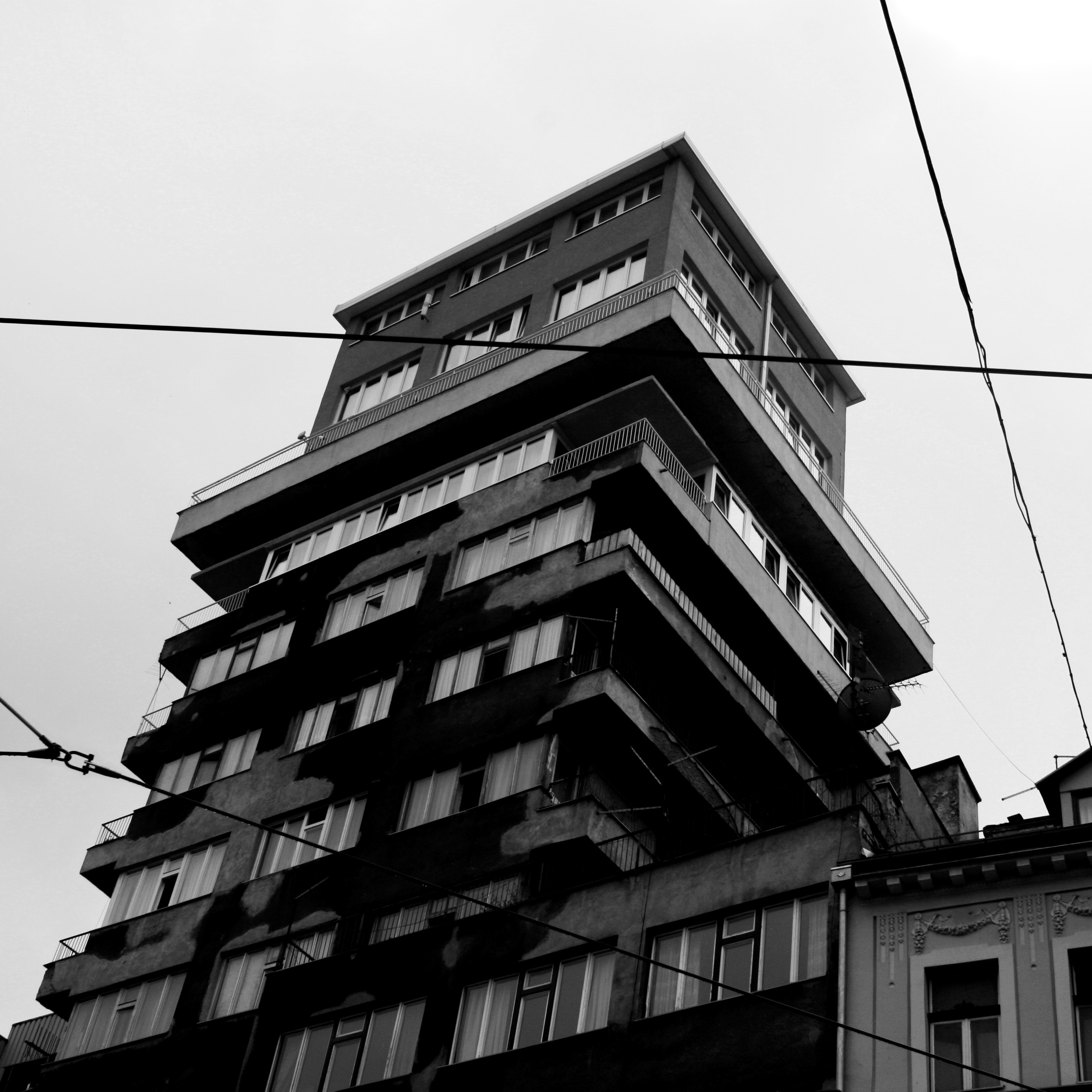
Edificio JAT, Sarajevo
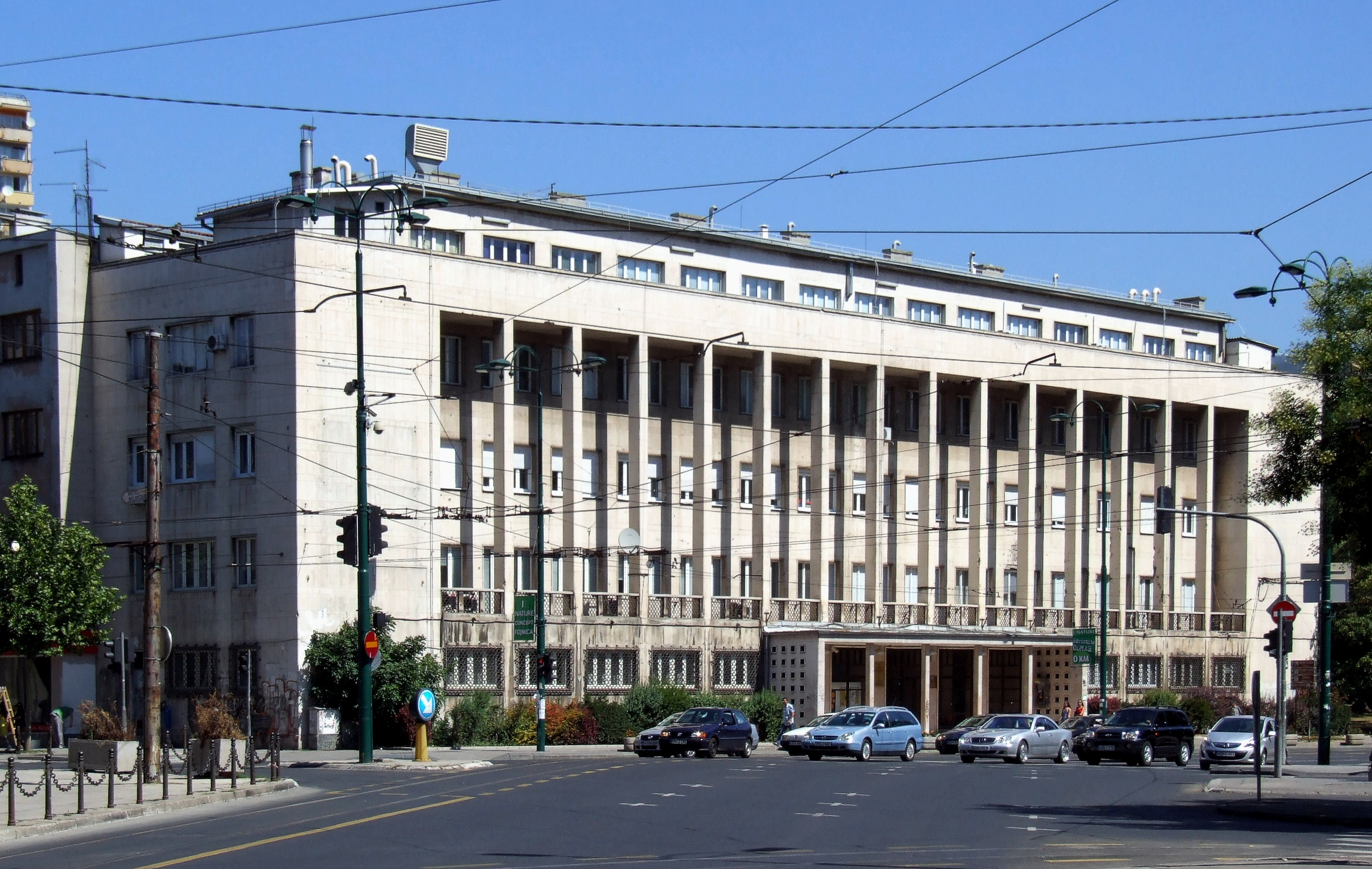
Istituto della Salute, Sarajevo

## Distruzione in tempo di guerra e ricostruzione del dopoguerra
Durante la guerra in Bosnia, dal 1992 al 1995, furono distrutti oltre 2000 edifici civili e religiosi di valore storico. Tra questi c'erano la moschea Ferhadija di Banja Luka (costruita nel 1578) e lo Stari Most a Mostar (costruita nel 1566), entrambe distrutte nel 1993. Sono stati ricostruiti in modo fedele alle tecniche e agli stili originali.
Negli anni successivi alla guerra in Bosnia c'è stato un boom edilizio a Sarajevo. È tra le città con il maggior numero di costruzioni dell'Europa sudorientale. Le torri gemelle UNIS, progettate dall'architetto Ivan Straus, sono state quasi totalmente distrutte durante la guerra, ma sono state completamente rinnovate. Nella zona residenziale di Hrasno, l'azienda bosniaca Bosmal ha costruito il "Bosmal City Center", una delle torri gemelle più alte dei Balcani di 120 metri ciascuna.
Le Torri Gemelle Unis sono state completamente rinnovate. Sul sito delle ex torri di Oslobodjenje, le torri di Avaz sono state costruite come nuova sede di Avaz, una popolare società di giornali bosniaci. Si trova a Marin Dvor, il quartiere degli affari di Sarajevo che è stato recentemente completamente rinnovato con i progetti per Unitic 3 e Grand Media Center.
La maggior parte delle sedi olimpiche sono state distrutte, ma la ricostruzione non è ancora avvenuta.
L'edificio del Parlamento bosniaco (dell'architetto Juraj Neidhart) è in fase di ricostruzione e il Museo della Bosnia ed Erzegovina nell'area Marin Dvor di Sarajevo è stato completamente rinnovato.
Nel sobborgo di Ilidža di Sarajevo sono stati avviati molti progetti di costruzione che potrebbero essere considerati grandi anche per gli standard dell'UE. Gli esempi includono un progetto per costruire una funivia per collegare le vicine montagne Igman e Bjelašnica.

Architettura contemporanea
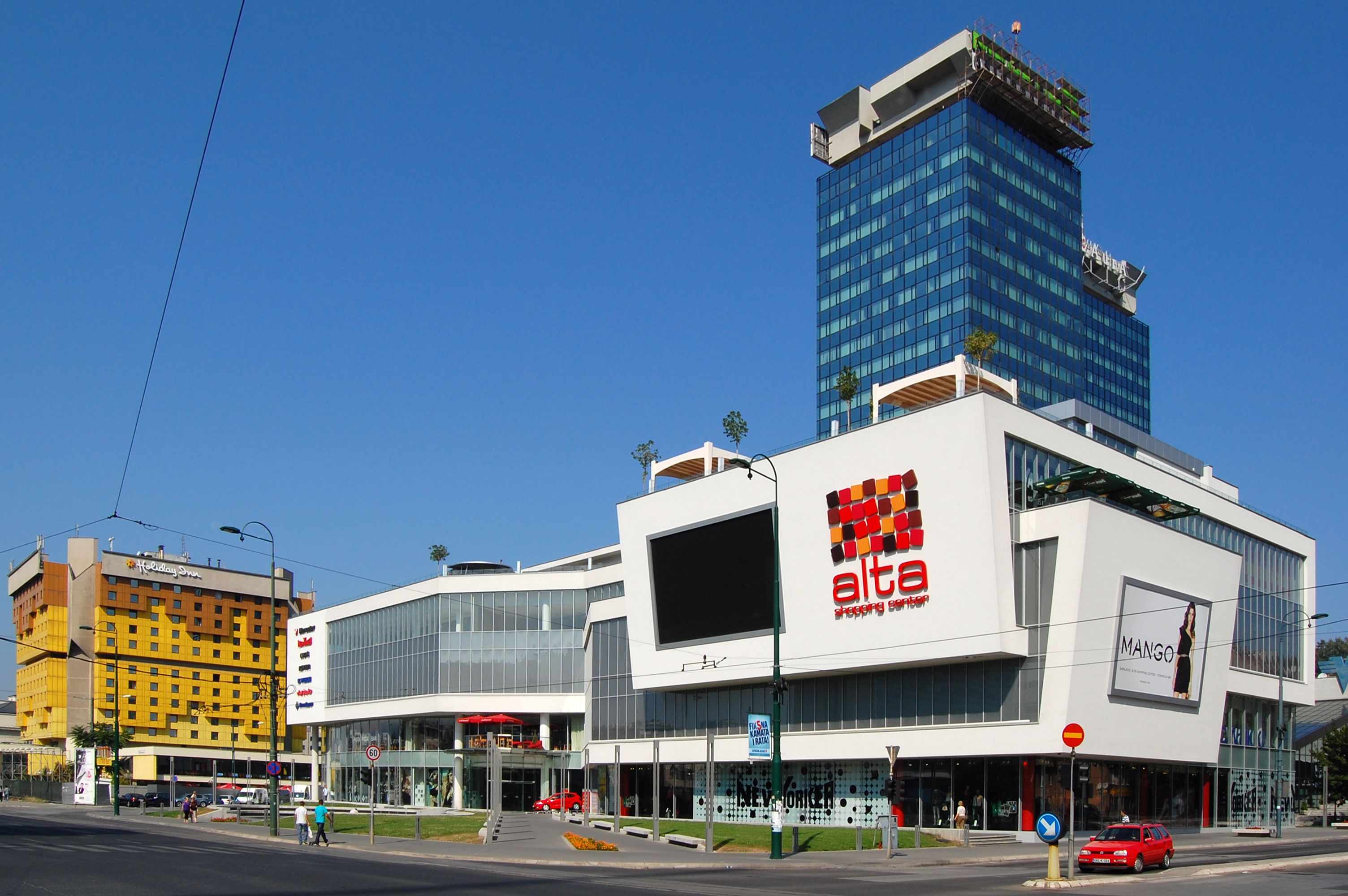
Centro commerciale Alta
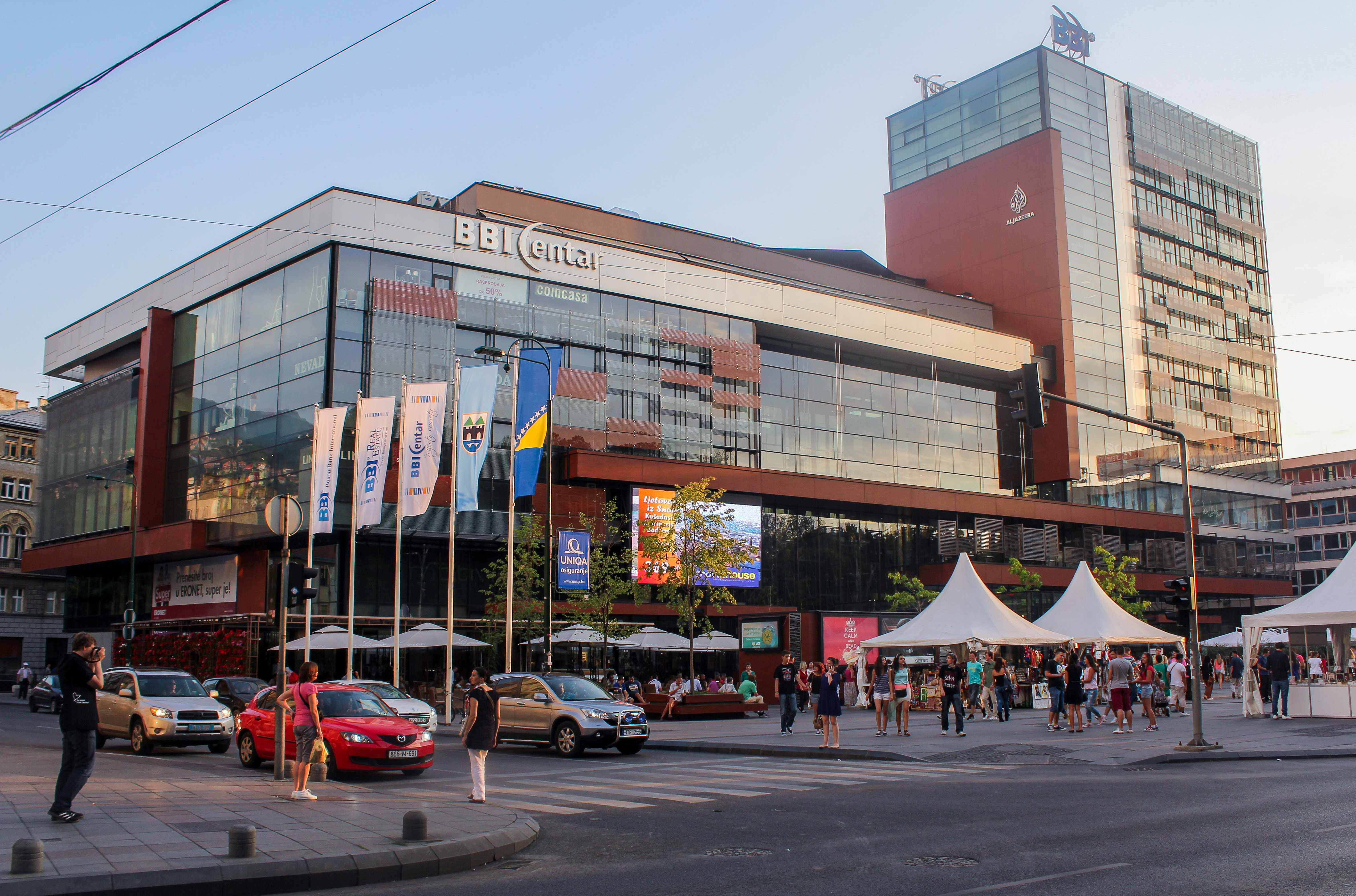
Centro commerciale BBI
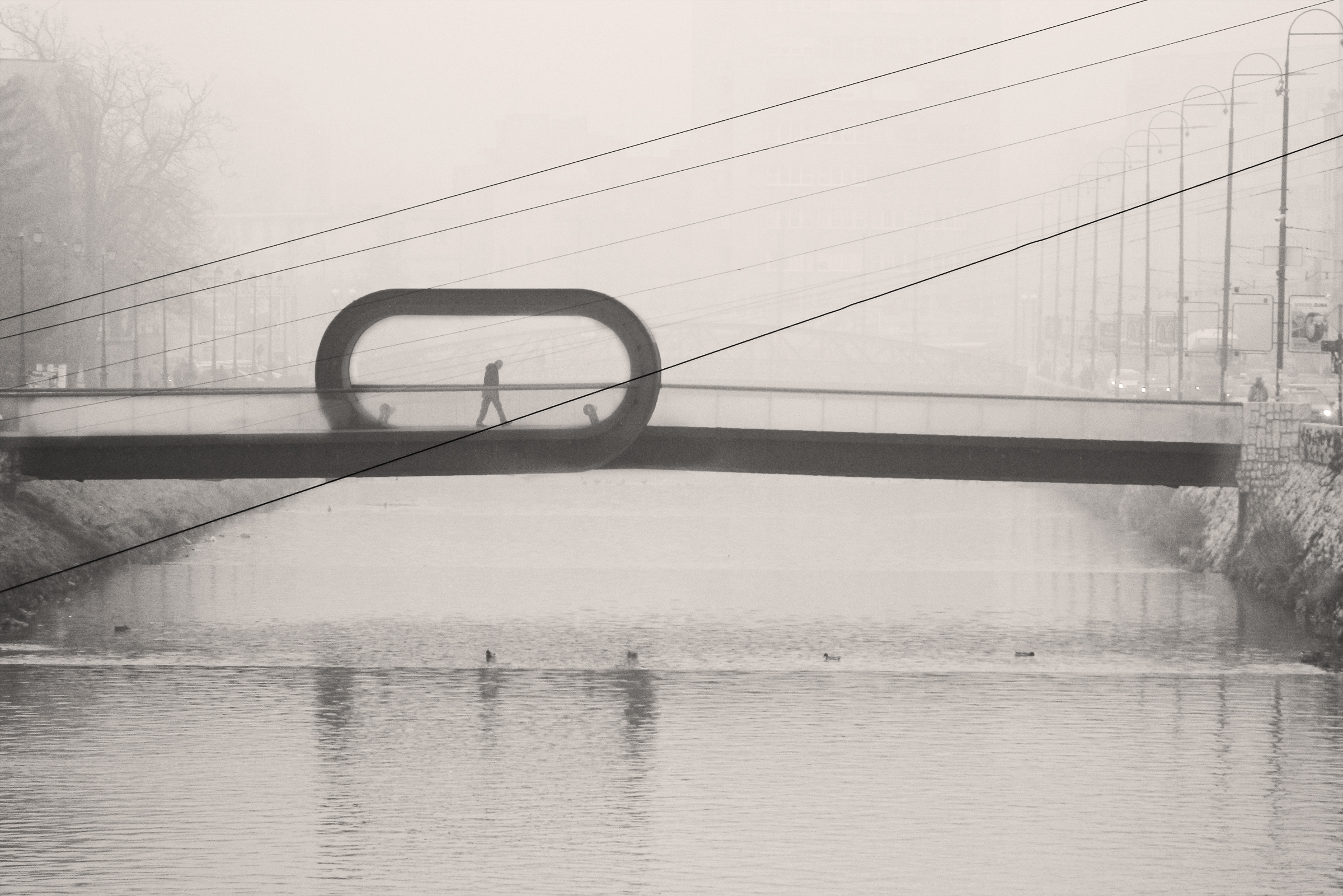
Ponte pedonale Festina lente di Renzo Piano

### La dottrina della ricostruzione e della conservazione
La conservazione culturale è in corso in Bosnia ed Erzegovina, come si può vedere con la più recente ricostruzione dello Stari Most a Mostar e di molte altre strutture di importanza culturale e storica che sono state danneggiate o distrutte durante la guerra degli anni '90. Molti altri progetti, purtroppo, sono ancora soffocati da dispute politiche e di mancanza di fondi, dovute in gran parte alla corruzione.
La dottrina generalmente seguita nella conservazione è stata riassunta da Italo C. Angle:
1. La conservazione dell'immagine della città, che include la conservazione della specificità creata dalle relazioni complessive tra il naturale e il costruito, i colori, i profumi, i suoni, le forme, i movimenti, la sovrapposizione delle specificità storiche e simili;
2. La conservazione della forma della città, condotta attraverso la conservazione dei valori costruiti di singoli edifici e insiemi;
3. e la conservazione della struttura della città, condotta attraverso la conservazione del modello urbano e la conservazione della specifica distribuzione dei significati nella città.»